# 鬼滅の刃
『鬼滅の刃』（きめつのやいば）は、吾峠呼世晴による日本の漫画。『週刊少年ジャンプ』（集英社）において、2016年11号から2020年24号まで連載された。略称は「鬼滅」。

## 概要
大正時代の日本を舞台に、主人公・竈門 炭治郎が鬼と化した妹・竈門 禰󠄀豆子を人間に戻すために鬼たちと戦う姿を描く、和風の剣戟奇譚。
単行本の累計発行部数は、2025年7月時点で全世界で2億2000万部を突破している。第23巻の初週売上は、限定版を含めて国内出版史上最高記録となる343.1万部を記録。2020年オリコン年間コミックランキング作品別の期間内売上で8,234.5万部を記録し、作品別歴代年間最高売上を獲得した。また、連載開始から4年と22巻での1億部到達は、それまで『ONE PIECE』が保持していた7年と36巻を大幅に塗り替える「史上最速の1億部突破」である。
2019年にはufotable制作でテレビアニメ化され、物語の序章を描く第一期『竈門炭治郎 立志編』が放送された。2020年には物語の中盤を描く劇場アニメ『無限列車編』が公開された。同作品の日本国内での興行収入は404.3億円に達し、それまで『千と千尋の神隠し』が保持していた316億8,000万円を塗り替え、日本歴代興行収入第1位となった。全世界の興行収入は517億円に上り、全世界で観客4135万人を動員し、「世界最高の興行収入の日本アニメ映画」としてギネス世界記録に認定されている。2021年10月から2022年2月まで、テレビアニメ第二期として『無限列車編』の再編集版とその続編となる『遊郭編』が、2023年4月から6月まで、テレビアニメ第三期として『刀鍛冶の里編』が放送された。2024年5月から6月まで、テレビアニメ第四期となる『柱稽古編』が放送された。その続編となる劇場アニメ『劇場版「鬼滅の刃」無限城編』が三部作で制作されることが決定し、『第一章 猗窩座襲来』が2025年7月に公開された。
その他、舞台化やゲーム化、玩具化、企業やテーマパークとのコラボレーションなど、メディアミックスが多様に展開されており、本作の経済規模は1兆円を超えている。

## 制作背景

### 連載開始までの経緯

#### 『過狩り狩り』
本作の源流は、吾峠呼世晴が2013年までに初めて描いた読み切り作品『過狩り狩り』であった。
同作は明治から大正ごろの日本を舞台とし、海外から来た吸血鬼、日本の鬼と『鬼狩り』との戦いを描く作品であり、その一部の登場人物や技が本作『鬼滅の刃』に引き継がれている。吾峠は同作について「どうせ評価されないだろう」と考えていたが、家族に「どうせなら一番好きな雑誌に投稿すればいい」と促され、後述の自身がファンでもあった『銀魂』が連載されている、週刊少年ジャンプへ投稿した。同作はその扉絵で主人公の顔が隠されているなどの特異な構成によって、ジャンプ編集部では「1ページ目から気になる漫画が来た」と話題になった。その結果、同作は第70回JUMPトレジャー新人漫画賞（2013年4月期、審査員：篠原健太）で佳作を受賞した。
吾峠の初代担当編集者である大西恒平は「ジャンプ志望の作家の中では珍しいタイプ。センスは感じたが、基本的な漫画づくりの基礎がまだできておらず、今後この才能をどう開花させられるか」と評した。のちに本作の初代担当編集者となる片山達彦は「初見では分かりにくかったが、2度読んだときに構成や振りの巧みさに気づいた」、「圧倒的な才能は周りも認めていたし、私も感じていた」と評価した。

#### 『鬼殺の流』
さらに吾峠は2015年、『呼吸』や『鬼殺隊』の設定を追加した連載作品『鬼殺の流』のネームを作成した。これが本作の前身である。しかし、「世界観のシビアさと主人公の寡黙さ」を理由に、編集部による連載会議で落選して雑誌掲載へは至らなかった。同作の主人公は盲目、隻腕、両足が義足であった。世界設定は「読みやすくなった」という評価を得たが、主人公のキャラクター性が課題とされた。

#### 主人公の設定
そこで、片山の先輩編集者が「『HUNTER×HUNTER』のように、主人公を普通の人物とし、その周囲に異常性のある人物を配置したほうが、読者が感情移入しやすく、また他の人物が引き立つのではないか」と提案した。
片山が吾峠へ「この物語にもっと普通の人物はいないか」と訪ねたところ、吾峠は脇役の構想として「炭売りの少年がいる。彼は家族全員を鬼に殺され、さらに妹が鬼になる。妹を人間へ戻すために『鬼狩り』になる」と考えていたことを明かした。片山はその人物こそ主人公にふさわしいと考え、「宿命を背負ったキャラクターは、物語を動かす推進力になる」として、主人公を変更することを提案した。吾峠はその提案を受け入れた。
そして吾峠は『鬼滅の刃』の連載へ向けたネームを執筆した。前作までと比べて主人公が親しみやすく、物語がわかりやすく調整されており、また第一話で主人公を兄貴分が叱責する場面などの台詞の力に片山は圧倒されたという。
そのネームは紙面掲載時の内容とほぼ同じで、完成されたものであった。ある人物が和装であったことに対して片山は「大正らしさがほしい」と提案したところ、吾峠は「詰め襟に羽織り」という現行のデザインを考案した。他の片山からの意見としては「目に留まるデザインは読者に受けるので、何かしらチャームポイントがあるといい」、「主人公の同期に、仲の悪い人物がいると面白い」という程度のみだった。その結果、『鬼滅の刃』は編集部から承認され、連載が開始された。
ほか、上述のとおり『HUNTER×HUNTER』における「主人公は普通の人物で、周囲に異常性のある人物を置く」という要素を取り入れている。

### 編集者の意見に対する姿勢
吾峠と担当編集者との打ち合わせでは、編集者による意見・提案に対して、吾峠は自身の信念を譲らずに構想通りに描くこともあれば、意見を柔軟に取り入れて原稿を修正することもあった。これについて、「吾峠は『物語として成立しているかどうか』を最も大切にしている」と、初代担当編集者の片山達彦が推測している。
例えば、作中序盤における主人公が修行を重ねる場面について、片山は「序盤に置くには引きが弱い」と指摘したが、吾峠は「普通の人間がすぐに強くなることはない」という持論を譲らず、構想どおりに描いた。また、その後に主人公が試練を受ける際にも、片山は「兄貴分が主人公を見守る描写を追加してはどうか」と提案したが、吾峠は「兄貴分はそのような立場ではない」として断った。
一方で、主人公の師匠役の容姿について片山が「インパクトがない」と指摘したところ、吾峠はそれを受けて容姿を修正した。また、主人公が憎むべき仇敵を殺したあとに哀れんで優しく手を握る場面について、吾峠は描いたものの「少年誌らしくないから削除しようかな」と言っていたが、片山が感動して「ここだけは絶対に入れるべきだ。こんな主人公は見たことがない」と熱弁し、存続されたという。
本作が影響を受けている作品として、吾峠がファンだと公言する『ジョジョの奇妙な冒険』における「不死身の吸血鬼」や「波紋の呼吸」というモチーフとの関連を、編集者の片山達彦が指摘している。また、吾峠は『銀魂』も大好きであることから、コメディ要素を好んで描くという。

### 連載開始後
本作は『週刊少年ジャンプ』2016年11号から2020年24号まで連載された。
連載途中まで他の並み居るジャンプ作品と比べて人気は控えめで、一部噂では「初期は不人気で打ち切り寸前であった」とする声があるが、実際にはそのような懸念はなかった。人気が確立された時期は、序盤で主人公が試練を終えたところ、また主人公の同期二人が出揃ったところだったという。

#### アニメ化後の人気爆発
その後、2019年にテレビアニメ化されたことで、さらに爆発的に人気が高まった。過去の人気作品は連載最初から最後まで高い人気が続く例が多かったが、本作は右肩上がりでどんどん人気が加速していくという異例な存在だった。片山が入社以来の10年間でもこのような例は見たことがなかったという。また、これほどの人気作品になることも片山は全く予想していなかった。
人気を獲得できた理由として、「小中学生でも理解できるわかりやすさと、作家性の両方を兼ね備えた作品であること。吾峠が連載を獲得するまでに何度も葛藤しながら培ったものと、もともと吾峠が備えていた才覚が重なり合った結果」と片山は分析している。

### 連載終了後
2020年24号で連載を終了した本作だが、その後も高い人気を誇っており、2020年10月16日に『無限列車編』が公開され、日本国内での興行収入404.3億円に達し、日本映画歴代興行収入第1位となった。2020年オリコン作品別年間売上で8234.5万部を売上、歴代1位の売上を記録し、2020年の本作の経済効果は2000億円に上る。
その後もテレビアニメ、映画、ゲームなどのメディアミックス化が行われている。

## あらすじ
※以下のあらすじの見出しについては、原則としてアニメ版のものを使用している。

### 竈門炭治郎 立志編（1巻 - 6巻）
兄妹の絆（1巻 ｰ 2巻）
時は大正。主人公・竈門炭治郎は亡き父親の跡を継ぎ、炭焼きをして家族の暮らしを支えていた。炭治郎が家を空けたある日、家族は鬼に惨殺され、唯一生き残った妹・竈門禰󠄀豆子も鬼と化してしまう。禰󠄀豆子に襲われかけた炭治郎を救ったのは冨岡義勇と名乗る剣士だった。義勇は禰󠄀豆子を退治しようとするが、兄妹の絆が確かに残っていることに気付き剣を収める。
義勇の導きで「育手」の鱗滝左近次の元を訪れた炭治郎は、禰󠄀豆子を人間に戻す方法と鬼と戦う力を求め、剣術の修行に身を費やす。かつて鬼との戦いで命を落とした鱗滝の弟子・錆兎と真菰の亡霊との稽古で成長を遂げた炭治郎は、2年後に命を賭けた最終関門である選別試験で彼らの仇である手鬼を倒し、「鬼殺隊」に入隊する。
浅草編：鬼舞辻󠄀無惨との邂逅（2巻 ｰ 3巻）
初仕事である沼鬼の討伐を完了し、次の仕事で浅草へ向かった炭治郎は、禰󠄀豆子が鬼になったときと同じ匂いを感じ取り、それを辿って鬼たちの祖である鬼舞辻󠄀無惨と接触するが無惨は通りすがりの人間を鬼化させ、混乱に紛れて姿を消す。
その後、鬼化された男性を押し留める炭治郎は、鬼でありながら無惨を殺そうと考える珠世と愈史郎に出会うが、無惨も刺客を差し向ける。これを退けた炭治郎は珠世と協力関係を結び、鬼を人間に戻す薬を作るために禰󠄀豆子の血と無惨に近い十二鬼月の血を採取し提供するという新たな目的を持つ。
鼓屋敷編：仲間との出会い（3巻 ｰ 4巻）
炭治郎は、同期の鬼殺隊剣士・我妻善逸と再会する。新たな指令を受け、醜態を晒す善逸を半ば強引に引き連れて行くが、屋敷では「稀血」の少年を巡り鬼同士が殺し合うという混戦状態となっていた。さらに、新たな鬼殺隊剣士・嘴平伊之助も乱入。善逸・伊之助が共に鬼を仕留め、炭治郎も元・十二鬼月である響凱を倒す。
那田蜘蛛山編：蜘蛛の鬼（4巻 - 6巻）
一時の休息の後、炭治郎たち3人は那田蜘蛛山での戦いへ応援を命じられる。だが、先遣隊は蜘蛛の能力を使う鬼の一家を前に全滅寸前であった。鬼の強襲で剣士たちは散り散りに分断される。炭治郎は「下弦の伍」累と対峙し、その圧倒的な強さの前に追いつめられるが、父から伝承した「ヒノカミ神楽」と禰󠄀豆子の血鬼術で逆襲に転ずる。しかし累に間一髪で回避され、善逸・伊之助もそれぞれ命の危機に見舞われる。彼らを救ったのは、鬼殺隊最高戦力である「柱」の冨岡と胡蝶しのぶだった。
柱合会議・蝶屋敷編：機能回復訓練（6巻 ｰ 7巻）
那田蜘蛛山の戦いの終結後、炭治郎と禰󠄀豆子は処遇を巡って「柱合裁判」にかけられる。「柱」たちの厳しい追及を受ける竈門兄妹だったが、禰󠄀豆子が血への欲望と怒りに耐えきったことで、鬼殺隊当主・産屋敷耀哉の元、在籍を認められる。
その後、先の戦いで重傷を負った炭治郎らは、胡蝶しのぶが所有する「蝶屋敷」で治療を受ける。屋敷にはその素質が認められ、「継子」に選ばれた同期の女剣士・栗花落カナヲがいた。治療は順調に進むが、機能回復訓練においてカナヲとの実力差を見せつけられ、炭治郎らは落ち込む。炭治郎はしのぶの過去を聞き、決意も新たに「全集中・常中」の会得を目指す。
一方、下弦の伍が倒されたことに業を煮やした無惨は、下弦の鬼四体を役立たずと粛清し、最後の下弦の壱を強化して、炭治郎への追手に放つ。

### 無限列車編（7巻 - 8巻）
炭治郎たちは、ヒノカミ神楽の手掛かりを求め、炎柱・煉󠄁獄杏寿郎を訪ねて無限列車に乗り込む。杏寿郎とは会えたもののヒノカミ神楽の情報は得られず、しかも列車は鬼絡みの事件の渦中にあるという。3人と杏寿郎は、「下弦の壱」魘夢の術に嵌り、夢の中に閉じ込められる。何とか覚醒に成功し、乗客を守りつつ、魘夢を倒す。
だが直後に現れた「上弦の参」猗窩座との戦いで、杏寿郎が殉職する。死に際に杏寿郎は炭治郎と禰󠄀豆子を認め、また猗窩座は炭治郎を標的視するようになる。

### 遊郭編（8巻 - 11巻）
無限列車の事件から四か月後、音柱・宇髄天元の嫁が、遊郭「吉原」への潜入捜査中に消息を絶つ。天元は救出のために隊を組み、炭治郎・善逸・伊之助を女装させて潜入させる。炭治郎は「上弦の陸」堕姫と対峙し、潜入調査は一転して上弦の討伐任務となる。堕姫との実力差と自分に合わない水の呼吸・ヒノカミ神楽の技に炭治郎は苦戦を強いられる。そこに天元たちが合流して堕姫の頸を落としたものの、その体内からもう一匹の鬼・妓夫太郎が現れる。「上弦の陸」の正体はお互いの命を共有する兄妹鬼だった。毒を操る妓夫太郎と堕姫の連携攻撃に、全滅寸前の負傷を負わされた炭治郎たちだったが、限界を超えた闘志でこれを打ち破る。
鬼殺隊にとって百年ぶりの上弦の鬼の打倒に、病身の耀哉は歓喜する。無惨は残る上弦の鬼を無限城に集め、次の作戦を指示する。

### 刀鍛冶の里編（12巻 - 15巻）
幾度の強敵との戦いの度に刀を破損・紛失する炭治郎に、刀鍛冶の鋼鐵塚蛍は堪忍袋の緒が切れ、もう刀を作らないと宣告する。鋼鐵塚に直談判するため刀鍛冶の里に訪れた炭治郎は、そこでたびたび夢に出てくる「耳飾りの剣士」についての足跡に触れる。また、炭治郎は里を訪れていた恋柱・甘露寺蜜璃と霞柱・時透無一郎の二人の柱、最後の同期にして風柱の弟である不死川玄弥と再会を果たす。
平穏だった刀鍛冶の里は、無惨の命を受けた「上弦の伍」玉壺と「上弦の肆」半天狗の襲撃を受ける。玉壺は刀鍛冶を狙い、半天狗は剣士を襲う。無一郎は玉壺の血鬼術に苦戦し、死を覚悟するも自身の過去を思い出し、痣を発現させて激闘の末に玉壺を撃破。炭治郎は分身を使う半天狗と対戦し、玄弥や甘露寺、禰󠄀豆子との協力で勝利する。
この戦いのさなか、禰󠄀豆子は太陽を克服する。それを知るや無惨は歓喜し、標的を「青い彼岸花」から「禰󠄀豆子」に変える。かつて病弱な平安貴族だった無惨は病の治療の過程でのミスにより鬼化しており、太陽を克服する力を持つとされる「青い彼岸花」を探すために鬼を増やしていた。だが太陽を克服した禰󠄀豆子を見た無惨は「青い彼岸花」の捜索を打ち切り、禰󠄀豆子を食らうことで自らも太陽を克服するという計画を立てる。無惨は鬼たちを退き、禰󠄀豆子を巡る総力戦へと備える。

### 柱稽古編（15巻 - 16巻）
刀鍛冶の里での戦い後、それまで多かった鬼の出現数は激減する。やがて開かれた柱合会議にて、おそらく鬼たちは禰󠄀豆子を狙うために本拠地に集結していること、かつて無惨をあと一歩のところまで追い詰めた剣士たちには、ことごとく鬼の文様に似た「痣」が現れていたことを産屋敷耀哉の妻・産屋敷あまねは語る。無一郎は、自分の体験から「痣」を出す条件を具体的に把握していた。これを受け岩柱・悲鳴嶼行冥は、全ての柱を動員した合同強化訓練「柱稽古」を提案する。隊員たちは能力の強化を、柱たちは「痣」の発現をそれぞれ目指す。
しかし、水柱である義勇だけは、稽古に参加する姿勢を見せない。他の柱との溝が深まる中、病床の耀哉は炭治郎に、彼の本心を聞き出すように頼む。炭治郎の説得の末に義勇は、錆兎が自分の友人であり、最終選別を共に受けたが、錆兎が死亡した一方で彼に助けられただけの自分は鬼殺隊の一員であると思えないとの心中を語る。しかし炭治郎の何気ない一言から、義勇は錆兎の言葉を思い出し、自分の過去と向き合い稽古に参加することを決意する。
怪我が全快した炭治郎は、仲間たちと共に7人の柱との稽古に励み、来たるべき決戦に備えていく。
そんな中、無惨は上弦の肆に昇格した鳴女の探索により、ついに産屋敷邸を突き止め、耀哉の命を奪うべく深夜に来訪する。死病を気力で生き永らえていた耀哉は、自身とその妻子を囮にして屋敷を爆破。大ダメージを受けた無惨は、かつて自分が鬼化させた浅草の男性が持つ血鬼術に拘束され、珠世により「鬼を人間に戻す薬」を体内に打ち込まれる。さらに控えていた悲鳴嶼が攻撃を仕掛けるも、頸に弱点を持たない無惨は絶命しない。
産屋敷邸襲撃の緊急事態に、炭治郎や柱たちも続々と集結し、無惨へ総攻撃を仕掛ける。夜明けまでの持久戦に持ち込めるかという状況で、鳴女によって鬼殺隊全員が無限城へと落とされてしまう。鬼殺隊を皆殺しにすると宣言する無惨に対し、炭治郎は「地獄に行くのはお前だ」「絶対に逃さない」と叫ぶ。鬼殺隊と鬼の最後の戦いが始まった。

### 無限城編（16巻 - 23巻）
無限城内には、上弦の鬼たちと下弦程度に強化された異形の鬼たちが鬼殺隊を迎撃するべく配備されていた。分断された鬼殺隊はそれぞれの場所で鬼と戦い、鬼殺隊に協力する愈史郎が血鬼術を活用して通信網を張り、お館様を継承した産屋敷輝利哉が指揮を執る。無惨は戦いを鬼たちに任せ、肉繭に籠り珠世が打ち込んだ薬の解毒を試みる。
vs新上弦の陸・獪岳（17巻）
善逸は新たな上弦の鬼となった兄弟子の獪岳に遭遇し、師の桑島の無念を晴らすべく戦いを挑む。善逸は獪岳の雷の呼吸と血鬼術が混ざった攻撃を受けながらも、新たに編み出した「漆ノ型」で獪岳を倒す。
vs上弦の参・猗窩座（17巻 ｰ 18巻）
炭治郎の元に気配を感じ取った猗窩座が姿を見せる。猗窩座は炭治郎の成長と義勇の強さを絶賛し、さらに杏寿郎を「あの夜死んでよかった（＝お蔭で炭治郎が成長した）」と侮辱する。義勇は痣を覚醒させ、炭治郎は戦いの中で闘気を気取らせない境地に到達し、猗窩座の頸を刎ねる。それに対し、猗窩座は斬首すら克服して戦闘を続行しようと喰らいつくも、人間時代の記憶を完全に取り戻し、己の虚無を理解して自害を選ぶ。
vs上弦の弐・童磨（16巻 - 19巻）
しのぶは姉の仇である童磨に遭遇し、次々と毒の刃を突き立てるが、すぐに分解されてしまう。しのぶが死力を尽くした攻撃も童磨には効かず、敗死してカナヲの目の前で吸収される。
カナヲと童磨はそのまま戦闘にもつれ込むが、その最中に伊之助が乱入する。伊之助の素顔を見た童磨は、「伊之助にそっくりな女性」を思い出し、それが伊之助の母親であると断定する。カナヲと伊之助は家族の仇討ちに燃えるが、童磨の強さに圧倒される。そこへ殉職したしのぶが自身の肉体に猛毒を溜め込んでいたことで彼女を吸収した童磨の肉体は毒で崩壊し、その隙を突いてカナヲと伊之助は童磨を撃破した。
vs上弦の壱・黒死牟（19巻 - 21巻）
最強の十二鬼月にして「月の呼吸」の使い手である黒死牟の元に鳴女の術で無一郎・玄弥・実弥が送られ、黒死牟の剣技に絶体絶命の危機に瀕する。そこへ悲鳴嶼が乱入し、「上弦の壱」対「鬼殺隊最強」の幕が上がる。無一郎に続き痣を発現させた悲鳴嶼と実弥、黒死牟の身体の一部を取り込み血鬼術に覚醒した玄弥は黒死牟に挑む。玄弥の血鬼術で身動きを止め、柱3人の赫刀により黒死牟を斬首。それに対し、黒死牟は頸の弱点を克服するために変化するが、実弥の刀身に映った自身の異形の姿を見て唖然とし、そのまま悲鳴嶼と実弥の猛攻、および無一郎の赫刀の跡によって消滅する。勝利を収めた鬼殺隊であったが、この戦いで無一郎と玄弥が死亡する。
継国縁壱（幕間）
「日の呼吸の剣士」継国縁壱のエピソード。竈門炭治郎の血の記憶に刻まれ、黒死牟と鬼舞辻󠄀無惨が回想する。縁壱は無惨と邂逅するも仕留め損ね、縁壱を恐れた無惨は姿をくらます。縁壱はかつて鬼から助けた竈門炭吉のもとへ向かう。数十年後、老いた縁壱は鬼になった兄と再会し、最後の戦闘が始まったが、黒死牟にとどめの一撃を放つ寸前に寿命尽きて生涯を終え、侮辱を感じた黒死牟は縁壱の遺体をその場で切断する。
日の呼吸とその使い手は黒死牟と鬼舞辻󠄀無惨によって滅んだと思われていたが、縁壱が炭吉に見せた剣の技が竈門家で神楽として伝承されていた。
vs鬼舞辻󠄀無惨（21巻 - 23巻）
隊士たちは無惨の肉繭を包囲するが、解毒を終えた無惨は彼らを喰い殺して恢復を果たし、改めて鬼殺隊の全滅を宣言する。炭治郎・義勇・甘露寺・伊黒が無惨の元に辿り着くも、復活した無惨に圧倒される。しかし、愈史郎が鳴女を攻略したことで無限城は崩壊し、鬼殺隊と無惨は地上に排出される。夜明けまであと1時間半、無惨との最後の戦いが始まる。
無惨の毒で死に瀕した炭治郎は血の記憶から継国縁壱との出会いを夢に見たことで、日の呼吸を伝承する。目を覚ました炭治郎は日の呼吸の最後の型である拾参ノ型と赫刀を使い、鬼殺隊と共に再び無惨と戦う。珠世が「鬼を人間に戻す薬」の他に打ち込んだ複数の薬の効果によりさらに弱体化した無惨は日光を浴び、苦しむ中で炭治郎がとどめを刺す。多数の戦死者を出しながらも鬼殺隊は無惨との死闘に勝利した。
だが無惨は死の間際に、残る力の全てと己の想いを注ぎ込んで炭治郎を鬼の王に変える。鬼の王は日光を克服して鬼殺隊に襲いかかるが、輝利哉らの下に匿われていた禰󠄀豆子が駆けつけ身を挺してそれを阻止する。さらにしのぶが完成させた「鬼を人間に戻す薬」をカナヲが打ち込み、鬼の王の中で炭治郎と無惨の意識がせめぎ合う。最終的に様々な人々の想いに後押しされた炭治郎は人間として目を覚ます。無惨と鬼は完全に滅び、鬼殺隊は活動を終え解散し、炭治郎と禰󠄀豆子は善逸と伊之助と共に実家に帰り、生き残った者達もそれぞれの道を歩み始めた。
幾星霜を煌めく命（最終話）
時は流れ、鬼が滅び平和になった現代・東京での、鬼殺隊の末裔、及び生まれ変わった者達の物語。

## 登場人物
声はアニメ版の声優。演は舞台版の俳優。登場人物の名前は創作のほか、「奇抜に見えるが実在する」姓名が多用された。

### 主要人物
竈門 炭治郎（かまど たんじろう）
声 - 花江夏樹、佐藤聡美（幼少期）
演 - 小林亮太（1 - 3作目）→阪本奨悟（4作目）→橋本祥平(5作目代役)、髙原華乃（2作目・幼少期）
本作の主人公。年齢は13歳→15歳。階級は癸→庚(遊郭編時)→丙。炭焼の家系である竃門家の長男で、家族思いな少年。父親は物語開始時点で亡くなっている。額左側の痣と日輪が描かれた花札風の耳飾りが特徴的。瞳と髪に赤みがかった「赫灼の子」であり、火仕事をする家系に生まれると縁起が良いという。隊服の上に市松模様の羽織を着用し、禰󠄀豆子を収納した鱗滝特製の箱を背負って行動する。生真面目過ぎてズレた言動をすることがあり、嘘をつくのが苦手で嘘をつくと気持ち悪い表情を浮かべる。
嗅覚が非常に優れており、相手の感情を嗅ぎ取ることができる。これは戦闘時において敵の気配を読む力としても機能し、鍛練後は敵に打ち込むべき太刀筋が「隙の糸」として可視化されるようになる。鬼と人間を嗅ぎ分け、仇である無惨を匂いで見抜く。他にも戦闘に関して優れた直感や柔軟な思考力を発揮する。
非常に心優しく、鬼を前にしても非情になりきれない。問答無用で鬼を斬り捨てる鬼殺隊の在り方にも公然と異を唱え、柱たちからも異端視される。
炭売りに行き一晩家を不在にした夜、禰󠄀豆子以外の家族全員を無惨に殺される。鬼化して辛うじて生き残った禰󠄀豆子を人間に戻すため、冨岡義勇の紹介で鱗滝の元を訪れる。鬼を追う力を求め、2年間の鍛練を経て「水の呼吸」を身につける。また、生家に代々伝わる「ヒノカミ神楽（日の呼吸）」を下弦の伍・累との戦闘から剣技に変換し、使用し始める。使い始めた頃は体への負担が大きかったが、日々の修行と鬼達との戦いで使いこなせるようになり、柱稽古時や無限城戦では柱に準じる体力と実力を身に着けた。無惨戦では遺伝した記憶を辿って日の呼吸を完全な状態で習得し、無惨を日が昇るまで追い詰め、とどめを刺した。しかし、消滅寸前の無惨に力の全てを注ぎ込まれ、「鬼の王」へと変貌させられ日光もすぐに克服するが、禰󠄀豆子と鬼殺隊の尽力で鬼を人間に戻す薬を投与され、人間に戻る事が出来た。その後、生き残った者達と会合し、禰󠄀豆子・善逸・伊之助と共に実家に帰り、元の生活に戻った。
当初は『鬼殺の流』に出す予定のサブキャラクターだったが、連載に向けて提出したネームが没となった後、主人公をより普通の人物に変えることとなり、吾峠が「家族全員を殺され、鬼となった妹を人に戻すために鬼殺隊に入った炭売りの少年」の話をしたところ、担当が「宿命を背負ったキャラクター」だと感じ主人公に抜擢された。
竈門 禰󠄀豆子（かまど ねずこ）
声 - 鬼頭明里
演 - 髙石あかり（1・2作目）→髙橋かれん（3作目以降）
年齢は12歳→14歳。炭治郎の妹で、竃門家の長女。人間だったころは家族思いの心優しい性格で、聞き分けが良く、我が儘を言ったことも無いという。
炭治郎不在時に鬼舞辻󠄀無惨の襲撃を受けるが、その血が傷口から混入したことで鬼化して生き残る。普通の鬼とは違う様子を見せたことで冨岡に見逃される。以降は竹製の口枷がつけられ、意識が混濁している状態となる。
鬼の能力の一つとして、身長をある程度拡縮できる。普段は日光を避けるために身体を小さくして背負い箱に入った状態で炭治郎に運ばれているが、戦闘時には身体の大きさを戻して蹴りをメインに戦うようになる。また、下弦の伍である累との戦闘時に死んだ母親と深層意識で出会ったことをきっかけに自分の血を発火・爆発させ燃やしたいものだけを燃やす血鬼術「爆血（ばっけつ）」を自分の意志で開花させる。
普段はぼんやりとしていることが多いが、炭治郎が危機に陥っていたり、強く呼びかけられたりすると活動的になる。鱗滝に暗示をかけられ、人間が自分の家族に見え、鬼を敵と認識するようになる。人間の血に対する欲求は強く残るが、強靭な自意識で無理やり押さえ込んでいる。自身の中にある無惨の血が呼応することで成人女性ほどの体格となり、上弦並の戦闘力と回復再生力が覚醒するが、人間への食欲も高まってしまう。刀鍛冶の里での上弦の肆との死闘の後、太陽の光を完全に克服し、片言ながら言葉を話せるようになる。
鱗滝は通常の鬼が人間の血液で活力を得るところを睡眠で代替していると推測している。また、珠世は最初の二年間の睡眠中に禰󠄀豆子の鬼としての性質が変質したと推測している。
太陽を克服した後は無惨を炙り出す鍵として鱗滝らに預けられる形で残り、後にしのぶと珠世の共同研究で作られた薬によって人間に戻ることができた。決戦終結後は炭治郎や善逸、伊之助と共に実家に戻った。最終的には善逸の想いを受け入れて結ばれる。
我妻 善逸（あがつま ぜんいつ）
声 - 下野紘
演 - 植田圭輔
炭治郎の同期に当たる鬼殺隊剣士。年齢は16歳。階級は癸→庚(遊郭編時)→丙。非常に臆病で、消極的・後ろ向き思考の利己的な面が強い少年。
金色（黄色）の髪と太い眉が特徴。隊服の上に鱗文様の羽織を着用する。彼のみなぜか、鎹鴉ではなく「鎹雀のチュン太郎」をつけられている。師に才を評価され、それに見合った実力を持ちながらも、自分が強いはずがないという劣等感に縛られ、情緒不安定気味である。女性に対しての執着心が非常に強い。禰󠄀豆子に惚れている。
「雷の呼吸」の使い手で、六つの型のうち「壱ノ型 霹靂一閃」しか会得できなかったが、それのみを極限にまで鍛え上げ、雷光に例えられる速さに至っており、応用技として連続技の「六連、八連」や一日2回まで使用可能な超高速の「神速」を編み出した。作中当初はプレッシャーに弱く、緊張や恐怖が極限まで高まると気絶するように眠ってしまうも、それによって半覚醒状態となり、緊張から開放されることで本来の強さを発揮する。作中で炭治郎たちと共に日々の修行や戦闘経験、柱稽古などで力を積んでいき、無限城では覚醒状態のまま単身で上弦の鬼を討ち取るほどに成長する。
聴覚が非常に優れ、その能力で鬼を察知したり他人の感情を読み取ることもできるが、自分の信じたいことを優先するので、何度も他人に騙されてきた。女に騙されて借金苦に陥った所を後の師である桑島に救われ、剣士としての訓練を受けた。修行中に雷に打たれたことで、生来の黒髪から金髪に変わった。最終選別に合格してからしばらく後、同期の炭治郎と再会し、以降は彼と行動を共にする。
那田蜘蛛山編・無限列車編・遊郭編に参戦。無限城では鬼となった兄弟子・獪岳と交戦し、独自の型である新技「漆ノ型　火雷神」で葬る。無惨との戦いにも参加し、最後まで生き残った。戦後は炭治郎たちと共に彼の実家へ移り、禰󠄀豆子と結ばれる。
嘴平 伊之助（はしびら いのすけ）
声 - 松岡禎丞
演 - 佐藤祐吾
炭治郎の同期に当たる鬼殺隊剣士。年齢は15歳。猪に育てられた捨て子。名前は本名。階級は癸→庚(遊郭編時)→丙。
奇怪な猪の被り物をしているが、素顔は女性的で非常に端整な顔立ちをしており、上半身は裸で、隊服はズボンのみ。腰や脛に毛皮を巻いている。日輪刀は刃こぼれした2本の刀を用いる。
鬼殺隊隊員と力比べをして日輪刀を奪い、最終選別や鬼のことを聞きだした。育手の指導を介さず最終選別を生き残り、鬼殺隊に入隊した。響凱との戦いの後、炭治郎と出会う。
好戦的で負けず嫌いな性格。高笑いしながら「猪突猛進」と叫び、喧しく剣を振るう。常識に疎く文字の読み書きができないが、幼少のころ出会った老人とその孫との交流により発話は堪能である。他人の名前を覚えられず、竈門炭治郎の名前を「かまぼこ権八郎」などとしばしば間違える。
我流の呼吸法である「獣の呼吸（ケダモノのこきゅう）」と、鋸のように刃こぼれした二刀の刀で鬼を倒す。皮膚感覚が非常に優れ、集中することにより直接触れていないものや視線、殺気なども敏感に捉えられる。毒や薬が効きにくい体質。体の柔軟性にも優れており、関節の脱着による軟体化で頭しか入れない穴を通り抜ける、内臓を移動させて致命傷を避けるといった人間離れをした芸当も見せる。
那田蜘蛛山編・無限列車編・遊郭編に参戦。無限城でカナヲと共闘して上弦の弐・童磨を斬首し、しのぶと自らの母の仇を取る。無惨との戦いにも参加し、最後まで生存した。最終決戦後は炭治郎宅で同居する。
作品外では、『鬼滅の刃』のマスコットキャラクターとして人気を博しており、「週刊少年ジャンプ」誌上で行われた人気投票でも高い順位を獲得している。
伊之助の声を担当した声優の松岡禎丞は伊之助を演じる際に「猪のお面をかぶっているから表情をまったく読み取れない」といい芝居をするのが難しく感じたと話している。

### 鬼殺隊

#### 柱
冨岡 義勇（とみおか ぎゆう）
声 - 櫻井孝宏
演 - 本田礼生
「水の呼吸」を使用する水柱（みずばしら）。年齢は19歳→21歳。現実的で冷めた雰囲気を見せ、感情を表に出すことはほとんどないが、根は優しく情に厚い。口数が少ない上に言葉足らずのため誤解を与える発言が多く、他の柱と衝突する事もある。自分は柱に相応しくないと考えているが、水柱の名に恥じない高い実力を兼ね備えており、独自の型である「拾壱ノ型 凪」を編み出している。
禰󠄀豆子に襲われる炭治郎の前に現れ、鬼化した禰󠄀豆子を殺そうとするが、2人が互いを守ろうとする様を見て剣を引く。妹を助ける道として鬼殺隊としての訓練を受けるように勧め、鱗滝左近次に紹介状を送る。鱗滝と共に炭治郎と禰󠄀豆子を後援しており、「禰󠄀豆子が人を喰ったら切腹して詫びる」としている。
隊服の上から、左右で違う柄を継いだような羽織を着用する。右半分が後述の姉の蔦子の形見である色付きの無地、左半分は錆󠄀兎の形見である着物である。
姉の蔦子が鬼に殺され、そのことを周囲に話したものの心の病気であると判断されて、医者の親戚のもとへ連れて行かれそうになった際に逃走し、山中で行き倒れていたところを鱗滝の知り合いに助けられた。その後鱗滝のもとへ入門、そこで同じ境遇を持つ錆兎と出会い、親友となった。共に最終選別を受けたが、錆󠄀兎に助けられた後そのまま意識を失い、鬼を倒すことなく選別に合格した。そのことに負い目を感じ、柱になって以降も自分は水柱の器ではないと卑下し、他の柱と距離を取りたがるようになった。しかし、柱稽古編で炭治郎との会話の中で錆兎と交わした約束を思い出し、前を向き始める。
無限城では上弦の参・猗窩座との戦いの中で痣を発現させ、炭治郎と共に勝利する。無惨との戦いでは、右腕を失うも実弥とともに最後まで戦い抜いた。決戦後は長い髪を切っている。
『冨岡義勇外伝』では主人公として描かれている。
初期案では着物を着用していたが、担当の片山から「大正感」が欲しいと要望を受け、詰め襟の隊服に羽織りという設定に変更された。
胡蝶 しのぶ（こちょう しのぶ）
声 - 早見沙織
演 - 門山葉子
「蟲の呼吸」を使用する蟲柱（むしばしら）。年齢は18歳。蝶の羽根を模した髪飾りや羽織を着用する。薬学に精通し藤の花から「鬼を殺せる毒」を作り出した。栗花落カナヲを継子に持つ。
女性隊士の中でも特に小柄で華奢な人物であるが、その分瞬発力や移動速度に優れる。刀を振る筋力が弱いため、柱の中で唯一鬼の頚を斬ることができないが突く筋力が非常に強く、刺突技に特化した戦い方をする。刺突では鬼を殺せないため、鬼ごとに調合を変えた毒を刀に仕込み毒殺する。
常に笑顔を絶やさず、誰に対しても敬語を崩さない物腰柔らかな女性。善逸が顔だけで食べていけそうと評価するほどの美人。
「蝶屋敷」という鬼殺隊専門の病院のような施設を運営しており、重傷を負った隊員の治療やリハビリを受け持っている。屋敷の子供たちを妹のように可愛がっている。
かつては姉カナエと両親と幸せに暮らしていたが鬼によって両親を殺害され、悲鳴嶼に助けられた。その後、姉と共に鬼殺隊士となった。
最愛の姉であるカナエは「鬼と仲良くしたい」という夢を持つ剣士であったが、童磨に惨殺されている。姉の思いを受け継ぐため自身も鬼と仲良くするという夢を掲げる一方、姉を殺した鬼への嫌悪感を持ち、鬼に対して苛烈な言動を見せる。
童磨への執念で藤の花の毒を少しずつ摂取し続けることで身体を作り変えており、致死量を超える猛毒の塊と化している。無限城編でカナエの仇である上弦の弐・童磨と交戦し、自らを犠牲に童磨に猛毒を盛り、カナヲにとどめの斬首を託す。その後、死後の世界で家族と再会を果たす。
煉󠄁獄 杏寿郎（れんごく きょうじゅろう）
声 - 日野聡、伊瀬茉莉也（幼少期）
演 - 矢崎広
「炎の呼吸」を使用する炎柱（えんばしら）。年齢は20歳。正義感・使命感に溢れた性格で、明るく快活な兄貴肌。無限列車編の主要人物。
服装は隊服の上から、下方先端が炎を思わせる意匠の白いマントのような羽織を羽織っている。
歴代「炎柱」を輩出している名家・煉󠄁獄家の出身。幼いころから柱である父の指導の下、鬼狩りとしての腕を磨いていたが、母が病死したあとに突如剣を捨て無気力となった父より突き放され、深く傷つきながらも、表向きは常に快活な笑顔を浮かべ、弟・千寿郎を導きつつ柱の一人として鬼殺隊も支えた。
戦闘力は凄まじく、無限列車内では五両間を一瞬で移動し、技の反動で列車が跳ね上がる他、その威力で横転の衝撃を和らげるほどの実力を持つ。リーダーシップと状況の把握・判断力も優れ、炭治郎たちに列車の事態を収拾するための的確な指示を出す。他の柱たちからも高評価されており、絶大な信頼を寄せられている。さらに父が指導を放棄したあと、たった3巻しかない炎の呼吸の指南書を読み込んで独自で鍛錬し、柱へと上り詰めた。
無限列車の調査に赴き、炭治郎たちと共闘して下弦の壱・魘夢を倒すが、直後に上弦の参・猗窩座の強襲を受ける。彼からはその強さを絶賛され、鬼となるよう再三勧誘を受けるも最後までこれを跳ね除けて人間として戦い抜く。そして、あと一歩で猗窩座の頚を斬るところまで追い詰めるも、逃亡を許してしまう。猗窩座との戦いで致命傷を負い、最期には炭治郎たちへ遺言を残し、家族への想いを胸に抱きつつ笑顔で息絶える。
『煉󠄁獄杏寿郎 外伝』では主人公として描かれる。
宇髄 天元（うずい てんげん）
声 - 小西克幸
演 - 辻凌志朗
「音の呼吸」を使用する音柱（おとばしら）。年齢は23歳。「派手」が口癖で、宝石が散りばめられた額当てをはめ、左目の周囲に化粧をしている派手な出で立ちの大柄な剣士。忍の家系で闇に隠れて生きてきた反動から派手好きになった。豪快で気のいい性格で「祭りの神」を自称する。素顔は非常に端正だが、本人は「地味だから」と嫌い、化粧で派手な容姿を作っている。三人の妻、須磨・まきを・雛鶴がいる。遊郭編の主要人物。
得物は鎖でつながれた大包丁のように幅広の二本の日輪刀で、戦闘時以外は刀身に細い布を巻いて背負う。補助に鬼の体を容易く傷つける威力を持つ火薬玉も使用する。
元忍であるため、大柄な体格に反する柱随一の俊敏さや隠密性を併せ持ち、毒への耐性も高い。善逸と同様に聴覚にも優れ、敵の攻撃動作を音の律動に変換し、その攻撃の癖や死角を把握する「譜面」という独自の戦闘計算式を有している。忍の一族として生まれるも、一族の存続を焦った父による苛酷な訓練で多くの七人の兄弟を亡くしている。妻たちも「道具」として扱われていたくノ一であった。父の命令で気づかぬうちに兄弟を手に掛け、そのことを悔いている。妻と共に忍の里を抜けてから、産屋敷耀哉と出会い鬼殺隊に居場所を得る。
吉原・遊郭にて、炭治郎達と共に十二鬼月の上弦の陸である堕姫・妓夫太郎と戦い、百十三年ぶりに上弦を倒すという快挙を成し遂げるが、戦闘後に毒で生死の境を彷徨い、禰󠄀豆子の血鬼術で救われる。その後、死闘の末左目と左腕を失ったことにより柱を引退する。
柱稽古では第一の試練・基礎体力の向上担当として、隊員たちをスパルタで鍛えている。柱引退後は纏めていた髪を下ろし、額当てを外して同じ宝石が着いた眼帯に着流しというスタイルとなっている。無限城戦では、煉󠄁獄槇寿郎と共に新たに当主となった輝利哉を護衛する。
時透 無一郎（ときとう むいちろう）
声 - 河西健吾
演 - 奥田夢叶
「霞の呼吸」を使用する霞柱（かすみばしら）。年齢は14歳。当代最年少の柱であり、刀を握って僅か2か月で柱となった天才。「日の呼吸の剣士」の子孫と伝わっているが、正確にはその双子の兄にして「月の呼吸」の使い手・継国巌勝（上弦の壱・黒死牟）の子孫。日輪刀は霞のように白い刀身。刀鍛冶の里編の主要人物。
常に無表情で他者への関心な性格。記憶障害を患っており、刀を握る以前の記憶を持たず、隊士となってからも新たな事柄を長く覚えておくことができない。マイペースな言動の一因である。
かつては杣人の父親の手伝いをしながら暮らしていたが10歳の時に両親を亡くし、以降は双子の兄の有一郎と共に生活を送っていた。11歳の春ごろに訪ねて来た産屋敷あまねから自分たちが「始まりの呼吸の剣士」の子孫であることを伝えられ剣士に憧れを抱くが、有一郎から猛反対される。同年の夏の夜、鬼に有一郎が殺されたが、鬼に言われた言葉に我を忘れて激しい怒りのままに鬼と夜明け近くまで戦い、生き延びた。自身も生死の境を彷徨うが、あまね達に助けられる。この一件から記憶障害を患う。
刀鍛冶の里にて上弦の伍・玉壺と交戦、痣を覚醒させる。刀を作った鉄穴森に感謝の言葉を伝え、前の担当で無一郎のことを気に掛けていた鉄井戸にも心の中で謝罪し本来の優しさを取り戻した。玉壺の頸を切り落とし、自身を助けた小鉄の安否を心配していたが毒が回ったため気絶した。この際、痣の発現条件を把握した。
記憶を取り戻して以降はよく話すようになり、目上の柱には基本的に敬語で話している。特に記憶を取り戻す切っ掛けをくれた炭治郎には好意的になり、柱稽古でも技の飲み込みが早い彼を笑顔で称賛していた。炭治郎や禰󠄀豆子の回想などでは微笑んでいる表情も見られる。柱稽古の際ファンブックによると課題を終えた隊員には優しいが、課題ができない隊士には相変わらず毒舌だったらしい。
無限城にて上弦の壱・黒死牟と邂逅。己の先祖であると教わった後、交戦するも一蹴されて左腕と左足を欠損し重症を負う。玄弥を手当てし、その後は死を覚悟して玄弥と共に実弥と悲鳴嶼に加勢する。黒死牟の身体を貫き胴体を切断されるも、赫刀を発現させたことで勝利に貢献した。戦闘後は力尽きて死亡し、死後の世界で有一郎と再会を果たす。
甘露寺 蜜璃（かんろじ みつり）
声 - 花澤香菜
演 - 川崎愛香里
「恋の呼吸」を使用する恋柱（こいばしら）。年齢は19歳。元々は煉󠄁獄の継子だったが独立している。
社交的で心優しく、無視されると泣きじゃくるほど繊細な性格。非常に惚れっぽく、周囲のあらゆる人物に男女問わずときめいている。伊黒には特別視されている様子。刀鍛冶の里編の主要人物。
見た目こそ可憐な女性であるが、特異体質により常人の8倍の密度の筋肉を備え、容姿にそぐわぬ怪力を有する。食欲が非常に旺盛。長髪を三つ編みにしており、好物の桜餅の食べ過ぎが原因で髪色は桜色と緑色に変色している。隊服は上半身の方は胸元が露出しており、下はスカートになっている。伊黒から貰った靴下を履いている。
戦闘では、刀鍛冶の里長鉄地河原が制作したウルミのようにしなる特殊な日輪刀を使用する。
柱の中では最も禰󠄀豆子に好意的で、鬼に対する憎悪も少なめ。彼女を大変可愛がっており、禰󠄀豆子も甘露寺に懐いている。
鬼殺隊に入った理由は「添い遂げる殿方を見つけるため」。家族は父と母、五人姉弟で家族仲は良い。力の弱いふりをし髪色を黒く染め食事を我慢するなど、結婚するために自分を偽っていたが、自分らしさを保ったまま人の役に立ちたいと鬼殺隊に入隊した。
刀鍛冶の里では上弦の肆・半天狗討伐に大きく貢献する。無限城決戦前半では伊黒と共に鳴女と戦闘するものの、彼女の血鬼術に悪戦苦闘する。無惨消滅後に伊黒と来世で添い遂げる約束をし、共に力尽きる。
伊黒 小芭内（いぐろ おばない）
声 - 鈴村健一
演 - 宮本弘佑
「蛇の呼吸」を使用する蛇柱（へびばしら）。年齢は21歳。口元を包帯で隠した、比較的小柄な男性。相手を厳しく責めるような、ネチネチとした話し方をする。左右で瞳の色が異なり、右眼は弱視。「鏑丸」という雄の白蛇を連れており、視力の弱い伊黒を補助している。蜜璃に好意を持っている。
日輪刀はフランベルジュのようなうねる刀身で腕力は強くないが鬼の頚を斬るのには問題はない。手首の関節が柔らかく、蛇のように異様に曲がる太刀筋が武器。
蛇のような異形の鬼が支配する女系の一族に生まれる。370年ぶりに生まれた男児で左右違う色の目という珍しさから、食べる量を増やすため生贄として座敷牢で育てられた。一度蛇鬼に会わされた際に「自分と同じような口にする」という理由で口を裂かれている。座敷牢で出会った鏑丸と共にに脱走し、追いかけて来た蛇鬼を当時炎柱であった煉獄槇寿郎が倒したことで命を救われる。50人ほどいた親族は小芭内の脱走で怒り狂った蛇鬼に殺され、唯一生き残った従姉妹にぶつけられた身勝手な言葉が心の傷となる。
その後は贖罪のため鬼殺隊に入ったが、無惨を倒す過程で自分も死ぬべきだと思っており、生い立ちと自身の血筋への不快感から蜜璃に想いを伝えるつもりはなかった。
無限城では蜜璃と共に行動し、鳴女の血鬼術に翻弄される。無惨戦では黒死牟戦での無一郎をヒントに独力で刀を赫くし、無惨討伐に大きく貢献した。無惨消滅後に蜜璃と来世で添い遂げることを約束して共に力尽きる。鏑丸は実弥を経由してカナヲに託された。
不死川 実弥（しなずがわ さねみ）
声 - 関智一
演 - 前田隆太朗
「風の呼吸」を使用する風柱（かぜばしら）。年齢は21歳。不死川玄弥の兄。短い白髪の青年で身体中に傷痕がある。非常に粗暴かつ苛烈な言動が目立ち、柱の中でも鬼への憎悪や敵意はずばぬけて強い。反面、目上の人への礼儀も持ち合わせている。前の大きく開いた隊服を着る。日輪刀は緑色の刀身を持ち、拵は風車を思わせる鐔を備えている。
柱の中では禰󠄀豆子の存在を最も強く否定し、自身を傷付け血を見せることで鬼の本性を引き出そうとするが、禰󠄀豆子が強靭な精神力で理性を保ちきったため、逆に「人を襲わない証明」が公式になされることとなる。
稀血の中でも希少な、匂いをかいだ鬼を酩酊させる血を持つ。
鬼化した母に兄弟を殺され、唯一生き残った玄弥を守るために夜が明けるまで母と戦い続け手に掛けた過去があり、顔の大きな傷はその時についたもの。
その後は玄弥と離れ、大量の刃物で武装して自分の血の匂いに誘われた鬼を捕らえ、日光で殺すという方法で鬼を討伐し続けていた。のちに親友となる粂野匡近と出会い、育手を紹介されて鬼殺隊に入る。匡近と共に当時の下弦の壱を倒したが、その戦いで匡近を喪う。
当初、耀哉に対し命令するばかりで前線に立たないと反感を抱いていたが、初めて顔を合わせた際、彼が匡近を含めた亡くなった隊士全員の名前と生い立ちを記憶していることを知って驚愕し、意識を改める。
玄弥に対しては、亡き母親や弟妹たちの分も幸せになって欲しいという思いから、自分を追って鬼殺隊に入隊してきた彼を冷たく突き放す。
無限城にて上弦の壱・黒死牟、無惨と戦い重傷を負うが生存。しかし、そのまま意識を失った事で「鬼の王」となった炭治郎との決戦には参加できなかった。
無惨討伐後は禰豆子とも和解し、彼女に幼少期の玄弥の面影を感じて優しく頭を撫でていた。
小説『風の道しるべ』では主人公として描かれる。
悲鳴嶼 行冥（ひめじま ぎょうめい）
声 - 杉田智和
演 - チャンヘ
「岩の呼吸」を使用する岩柱（いわばしら）。年齢は27歳。僧侶を思わせる風体で、盲目の大男。失明は幼少期の高熱によるもの。性格は穏やかで優しく涙脆い。
柱の中では最年長のまとめ役で、耀哉の信頼も厚い。体格と腕力は柱一で、心技体に優れ、総合的な戦闘力は突出して高い。伊之助や複数の剣士たちから鬼殺隊最強と評価され、上弦の壱・黒死牟からもその強さを絶賛されている。
手斧と棘付き鉄球を鎖で連結した特製の日輪刀を武器に使い、鉄球をぶつけて鬼の頭部を粉砕する。鎖の反響する音で対象の位置を掴んだり、斧と鉄球をぶつけて赫刀にすることもできる。
「子供」の負の面をよく知っており、柱合会議の初対面時は炭治郎を疑っていたが、刀鍛冶の里の一件や柱稽古を経て炭治郎を認めた。
病や飢えで両親と兄弟を全員失くした天涯孤独の身。寺で育ち、身寄りのない子供たちの世話をして生活していたが、1人の子どもの手引きで侵入した鬼と戦うも自分を見捨てようとした子供らが殺される。最後の1人となった女児を守り切るも、彼女の証言によって殺人犯と誤解され投獄される。その後、耀哉に助けられたことで、鬼殺隊に入隊する。
この出来事がきっかけで「子どもは純粋無垢ゆえに、嘘をつき残酷なことを平気でする」という考えを持ち、疑り深くなった。
無限城にて仲間と共に上弦の壱・黒死牟と交戦し痣を発現させて勝利する。無惨戦後、子供たちと再会して寺の一件の真実を聞いて和解、静かに息を引き取る。

#### その他（鬼殺隊）
産屋敷 耀哉（うぶやしき かがや）
声 - 森川智之
演 - 廣瀬智紀
鬼殺隊の頭目で産屋敷家第97代当主。23歳。隊士たちからは「お館様」と呼ばれ、鬼殺隊の剣士たちを「私の子供達」と呼ぶ。
代々短命の一族で病に冒され、顔面上部の皮膚が変質している。初登場の柱合会議時点では視力を失っており、さらに時間の経過とともに病が進行し、身体が衰弱している。声質は「1/fゆらぎ」を帯び、聴く相手を心地よく高揚させる。我と個性が強すぎて纏まりがつかない「柱」たちも、全員が彼を敬っている。鬼・禰󠄀豆子の存在を知りつつ炭治郎の行動を黙認していたが、柱たちの自主性・使命感からの反対意見を頭ごなしに否定することもなく、最終的には禰󠄀豆子を組織的に認めるに至る。また、柱たちにも秘密裏に珠世の存在をも把握している。
千年前に鬼舞辻󠄀無惨を出した一族の末裔であり、一族の病を無惨を産み出した罪による呪いとみなし、執念と短命の血筋でありながら、病弱ながらも知と勘に優れ、築いた財で鬼殺隊を千年に渡って維持し支えてきた。そのため、無惨の打倒こそが一族の悲願である。彼ら2人の顔は「双子のように瓜二つ」だという。
屋敷の場所を隠していたが、柱稽古編終盤でついに無惨に突き止められ、病状の進行から喋ることもままならない状態で対面を果たした。そして、人の想いが不滅である事や自身が死ぬ事で鬼殺隊の士気が上がる事を無惨に告げた後、妻や娘2人を邸宅諸共自爆する。その行動と執念には無惨も驚愕していた。
産屋敷 輝利哉（うぶやしき きりや）
声 - 悠木碧
演 - 久家心
産屋敷夫妻の五つ子の内、一人だけいる黒髪の子供。唯一の男児で跡継ぎ。瞳孔が大きく、母や姉妹とよく似ている。父同様に病弱で、魔よけの風習から女児の着物を着ている。
炭治郎の時の最終選別では、姉妹と共に案内役を務めた。父亡き後は齢8歳で第98代当主となり、愈史郎と鎹鴉から得た情報で無限城の図面を描きながら最終決戦の総指揮を取る。決戦後、最後の柱合会議にて生き残った実弥と義勇に当主として礼を告げ、鬼殺隊を解散させ千年の歴史に幕を下ろした。現代が舞台の最終話の時点でも生存しており、「日本最高齢記録を更新した産屋敷さん」としてテレビで紹介されている。
栗花落 カナヲ（つゆり かなお）
声 - 上田麗奈
演 - 舞羽美海（1作目）、内田未来（2作目）
炭治郎の同期に当たる鬼殺隊の女剣士。年齢は16歳。才覚を認められ、蟲柱・胡蝶しのぶの「継子」となっている。花柱・胡蝶カナエと同じ「花の呼吸」の剣士。しのぶより体格と力に優れており、戦い方も異なる。
視覚が非常に優れており、特にずばぬけた反応速度と動体視力を持ち、潜在能力はしのぶをも上回るのではないかと見込まれている。
任務では優秀だが、普段はぼんやりとしており表情も乏しい。全てにおいて「どうでもいいから何も決められない」という一種の虚無感を抱え、指示を受けたこと以外の行動はカナエから贈られた銅貨を投げた結果（コイントス）で決めていたが、炭治郎と出会ってからは、コイントスをせず自分の意思で行動することも増え、柱稽古ではしのぶともっと稽古がしたい旨をはっきりと伝えた。
幼少のころ、実の親からの虐待の末に感情を失い、何も感じなくなる。その後、親に売られて人買いが連れ歩いているところを胡蝶姉妹が保護し、引き取った。カナエによって「カナヲ」と名付けられる。
無限城ではしのぶを殺した上弦の弐・童磨と戦い、しのぶの毒により体が崩れ始めた童磨の頸を伊之助と共に斬ることに成功する。しかし、奥の手である「終ノ型 彼岸朱眼」を使ったことで、右眼を失明した。鬼の王戦では炭治郎に最後の薬を打ち込んで人に戻すが、その際にも左眼の視力を大きく落とした。戦後は実弥から鏑丸を託されている。
不死川 玄弥（しなずがわ げんや）
声 - 岡本信彦
演 - 森田力斗
炭治郎の同期にあたる鬼殺隊剣士。年齢は16歳。風柱・不死川実弥の弟。悲鳴嶼行冥の弟子。刀鍛冶の里編の主要人物。
顔に大きな傷があり、目つきが鋭く、髪型はモヒカンにしている。最終選別後に女童を殴り、激怒した炭治郎に腕を折られた。選別時には炭治郎と同じくらいの背丈だったが、その後蝶屋敷で再会した際は劇的に体格が良くなっていた。刀鍛冶の里にて再び炭治郎と顔を合わせた際は前述の件から敵意を剥き出しにしていたが、戦いの中で和解する。以降は穏やかで友好的な態度をとることが多くなる。突っ張っているが、年頃のため照れ屋で女や子供に弱い。その為、温泉で甘露寺に挨拶された時は、緊張して言葉が出なかった。
呼吸の才能が全く無く、武器は日輪刀と同じ素材の特製大型弾を撃ち出す南蛮銃（水平二連式ソードオフ・ショットガン）で、補助に日輪刀を持つが色変わりしておらず刀身も短い。強力な顎と特殊な消化器官により、鬼の血肉・骨等を喰い取り込むことで、その力を一時的に使うことができる特異体質を持つため、鬼殺隊にとって唯一無二の人材である。鬼化による再生力で強引に戦う。さらに悲鳴嶼から学んだ反復動作によって集中力を高めている。
不死川家の次男。鬼になった母から守ってくれた兄・実弥に「人殺し」と言ってしまったことを謝るため、才能が無いながらも兄を追って鬼殺隊に入隊した。柱稽古で念願の兄との再会を果たすも、冷たくあしらわれ、挙句の果てに鬼殺隊を辞めるように強要され目潰しを喰らわれそうになった。
無限城では無一郎に手当てされながら戦線に復帰し、黒死牟の刀を喰って血鬼術を使い連携して動きを止め、黒死牟の撃破に貢献するが、脳天から両断されて致命傷を負う。悲鳴嶼のはからいで最期に実弥との対話が叶い、過去の謝罪と感謝の言葉を告げながら、身体が鬼のように崩壊して死亡・消滅した。
神崎 アオイ（かんざき あおい）
声 - 江原裕理
演 - 牧浦乙葵
鬼殺隊士。蝶屋敷で負傷した隊士らの治療、および訓練の指揮を執るツインテールが特徴の17歳の女性隊員。家事全般が得意で手先も器用。その指導はかなり厳しい。
自身も鬼の出現により孤児となり、カナヲより前に蝶屋敷に引き取られた。水の呼吸の使い手で、最終選別にも合格した正規隊員である。しかし、鬼への恐怖心から前線で戦うことができなくなったため、後方支援に回っている。

### 鬼殺隊関係者
鱗滝 左近次（うろこだき さこんじ）
声 - 大塚芳忠
演 - 高木トモユキ
天狗の面をつけた鬼殺隊の元・水柱。前線を引退してからは次代の鬼殺隊員候補を育てる育手を担う。教え子には炭治郎や義勇の他、手鬼に殺された錆󠄀兎や真菰を含めた13人の子供たちがいる。
「水の呼吸」を用いた剣術を教えている。炭治郎と同じく鼻が利き、彼の真摯過ぎるゆえに非情になれない性格を嗅ぎ分け、当初は彼を弟子とすることに難色を示していた。課題を突破した弟子には「厄除の面」としてその弟子に合わせた狐の面を贈っている。しかし、これが最終試験において手鬼への目印になってしまい、これまでの弟子たちは義勇と炭治郎を除き13人全員が彼に殺されてしまっていた。
訪れた炭治郎が試練を突破したことで彼を弟子と認め、1年間のスパルタ訓練を施す。また、炭治郎の訓練期間と最終選別の間、長期の睡眠に入っていた禰󠄀豆子に人間を守るよう暗示をかける。
炭治郎には最終選別の前に、教えた技術を使って大岩を斬る課題を課す。この課題は、これ以上弟子を死なせまいと炭治郎に剣士になるのを諦めさせるために無理を承知で課したものである。
竈門兄妹の仔細を産屋敷に報告する手紙の中で、禰󠄀豆子が人を襲った時には義勇と共に腹を切って詫びる覚悟であることを表明し禰󠄀豆子の助命を訴える。
「柱稽古編」では禰󠄀豆子の太陽克服後、彼女を無惨に見つからないよう家にかくまう。「無限城編」では、元柱たちとともに拠点防衛を行う。
当初の案は面を付けていない普通の老人だったが、担当から「インパクトが無い」と指摘され天狗の面を付けることになった。素顔の設定はあるが、吾峠以外には初代担当の片山しか見たことがないという。
桑島 慈悟郎（くわじま じごろう）
声 - 千葉繁
右足が義足の元・鳴柱。
育手として「雷の呼吸」を善逸と獪岳に指導していたが、獪岳が鬼になった責任を取って介錯を付けずに切腹して命を絶った。
「無限城編」にて獪岳との戦闘に勝利後、生死の境を彷徨った善逸の前に姿を表し、「お前は儂の誇りじゃ」と涙を流して賞賛した。
継国 縁壱（つぎくに よりいち）
声 - 井上和彦
「始まりの呼吸の剣士」。日の呼吸の使い手で、戦国時代に鬼狩りたちに呼吸法を教え、現在の鬼殺隊の基盤を作った。生まれつき額から目元まで炎のような痣を持ち、「透き通る世界」にも物心付いた段階で入っていた。炭治郎と同じ日輪が描かれた花札風の耳飾りを付けている。日輪刀の刀身の色は漆黒で、戦闘の際は赫刀となる。
武家・継国家に双子で生まれるが、当時双子は跡目争いの原因となるため不吉とされたことから、忌子として兄・巌勝とは待遇に明確に差をつけて育てられた。初めて竹刀を持っての稽古をした際、兄を大きく上回る剣才を見せる。時を経ずして母が身罷り、これを機に7歳で出奔する。
出奔後、家族を流行り病で失ったうたという少女と夫婦になるが、鬼にうたとお腹の子を殺される。その後鬼狩りとなり、鬼舞辻󠄀無惨と珠世に遭遇し、無惨をあっと一歩まで追い詰めるが仕留め損なう。無惨討伐に失敗したこと、珠世を見逃したこと、兄が鬼になったことなどの責任を追及されて鬼殺隊から追放される。
うたと共に暮らしたあばら家に立ち寄った際、新たに住んでいた竈門炭吉とその妻・すやこを鬼から救ったことで夫妻と友人となる。日の呼吸の型を炭吉らに見せ、別れ際に耳飾りを渡した。痣の代償で早死にすることすらなく、60年後に老いた身で黒死牟（兄・巌勝）と再会、全く衰えぬ剣技で死を覚悟させるも、寿命で力尽きる。
無惨を追い詰めるほどの高い実力を持ちながらも非常に謙虚で剣技を伝える才ある者がいないと嘆く兄に対し、次世代がすぐに現れると前向きに回答している。
母親に似て争いを好まないおっとりした性格であり、他人が幸せそうにしていると嬉しくなる素直で素朴な人柄。うたは縁壱の感情を表情以外から読み取ることができた。生涯でうただけを愛し、死別後も独身を貫いたため直系の子孫はいない。兄からもらった笛を、うたの着物から作った袋に収めて持ち歩いていた。
鋼鐵塚 蛍（はがねづか ほたる）
声 - 浪川大輔
演 - 佐藤祐吾（1作目、2作目〈声〉）、奥田夢叶（2作目）
鬼殺隊の刀鍛冶にして、炭治郎担当の刀鍛冶。笠に幾つもの風鈴を下げたひょっとこ面の男。素顔は精悍で整っている。37歳。
落ち着きが無い上に人の話を聞かずに一方的に喋るなど、自己中心的で非常に癇癪持ちな性格。自分の打った刀に極めて強い愛情を持ち、炭治郎が激戦で刀を破損するたびに刃物を持って追い回す。技能は確かだが性格が災いし、剣士から嫌われて担当から外されることが多いという。
みたらし団子が好物で、差し出されると機嫌が治まり、両脇をくすぐられると大人しくなる。
幼少期から癖が強過ぎて両親がノイローゼになってしまい、刀鍛冶の里の長・鉄珍に預けられ育てられた。蛍という名は鉄珍による命名で、「可愛すぎる」と本人は嘆いている。
刀を研ぐ際には、鬼の襲撃も意に介さないほどの集中を見せる。
小鉄（こてつ）
声 - 村瀬歩
刀鍛冶の里の子供。戦闘用絡繰人形「縁壱零式」を作った絡繰技師の子孫。
自分の才能の限界を感じ、技師を諦めようとしようとしたが、炭治郎に激励を受け、縁壱零式で特訓をさせる。頑固で毒舌家であり、零式を用いた特訓の際、炭治郎が課題を突破しなければ水も食事も与えないという厳しい訓練を課した。観察力が高く、炭治郎の癖で動くところを一目見て見抜くが、炭治郎曰く剣術の教え方は素人とのこと。

### 鬼
鬼舞辻󠄀 無惨（きぶつじ むざん）
声 - 関俊彦
演 - 佐々木喜英
本作の黒幕にして、鬼殺隊および産屋敷一族の宿敵。千年以上前に生まれた最初の鬼。鬼たちの絶対的支配者で、自身の血を人間に与え大量の鬼を作り出した。炭治郎の家族を殺し、禰󠄀豆子を鬼に変えた張本人でもある。
鬼たちを血に仕込んだ呪いで支配し、「あの方」と呼ばれ恐れられている。性格は冷酷非情かつ支配的で、自らの意志に沿わない者は決して許さない。
元々は平安時代の貴族の生まれであり、産屋敷家の先祖であった。身体が弱く二十歳までに死ぬと言われていたため、医者が回復を願って新薬を処方するも、病状がよくならないことに癇癪を起こして医者を殺害する。しかし、その直後に薬の効果が出始め、強靭な肉体を持ったが日光の下に出られなくなった。その後、人の血肉を欲するようになり、最初の鬼となる。
その目的は、日光を克服して完全な不老不死となることであり、そのために「太陽を克服した鬼を産み出して吸収する」「自分を鬼にした新薬の原材料である青い彼岸花を探す」という2つの計画のために鬼を増やしている。
本編以前では柱ですら接触した者はいなかったが、浅草にて炭治郎が匂いを辿って遭遇し、人間社会に溶け込んでいることが判明。いくつかの容姿・身分を使い分けている。
かつて花札風の耳飾りを持つ剣士・継国縁壱に殺されかけた為、同じ耳飾りをした剣士の炭治郎、自身の支配から外れた珠世と禰󠄀豆子の3人を特に警戒し、抹殺対象とする。
自身の血を分け与えることで人を鬼に変えること事ができる他、鬼に増血させる事でその鬼を更に強化させたり、逆に致死量まで与えて殺す事も出来る。その為、不死である鬼の細胞を唯一破壊することが出来る。体内には常に移動する5つの脳と7つの心臓を備えており、正確に狙う事が非常に困難。他の鬼と違い頸を破壊しても死なず、日光だけが唯一の弱点である。戦闘時には、全身に複数の口と牙を備えた異形の姿に変貌する。
鬼殺隊との激しい死闘の末、ついに朝日を浴び倒され消滅する。滅びる寸前に産屋敷邸で耀哉から言われた「人の想いこそが永遠」という言葉を認めて改心。炭治郎に自分の血と力の全てを注ぎ込んで「鬼の王」に変え、鬼狩りを滅ぼすという自分の想いを託すが、禰󠄀豆子や鬼殺隊の尽力によって炭治郎は人間に戻り、地獄の最下層である無間地獄に堕ちていった。

#### 十二鬼月

##### 上弦
黒死牟（こくしぼう）
声 - 置鮎龍太郎
演 - 加藤和樹
上弦の壱。顔面に三対六つの眼を持つ異形の鬼。侍の出で立ちをしており、痣が左の額と右首筋から右顎にかけて浮かび上がっている。継国縁壱の双子の兄にして、時透無一郎の父方の先祖にあたる。月の呼吸の剣士。「透き通る世界」を修得しており、相手の筋肉の動きを視ることができる。自身の血肉から作られた刀「虛哭神去（きょこくかむさり）」を持つ。
人間の時の名は継国巌勝（つぎくに みちかつ）。戦国時代の武家・継国家に弟の縁壱と双子として生まれる。母が病死したことを機に出奔した縁壱を見送った後、実は縁壱は母の不自由になった左半身を支えていたと知り、嫉妬と憎悪を抱く。継国の家督を継承し妻子を持ったが、再会した弟の強さと剣技を欲して、地位も家族も全て捨てて鬼狩りとなる。入隊後は独自の月の呼吸を修得し痣を発現させるが、痣により己の余命がほとんど残っていないことを知る。その後無惨と出会い、技を極めるために鬼となる。60年後、老いた縁壱に再会し、力量差に死を悟るも縁壱が寿命死してしまう。その憤りで縁壱の遺体を切り刻むが、その懐には幼少期に縁壱に渡した笛があった。
無限城では無一郎・玄弥・実弥・悲鳴嶼と交戦し、他の上弦とは比べ物にならない程の圧倒的な強さで彼らを苦戦させ、無一郎と玄弥を殺害した上で実弥にも重傷を負わせる。悲鳴嶼によって一度は頚を斬られるが、猗窩座と同様に強い執念によって斬首を克服し、頚を完全に再生する。だが、実弥の刀身に映る侍とはほど遠い異形となった己の姿に動揺した隙に実弥と悲鳴嶼の総攻撃を浴びる。なおも肉体を再生させようと足掻くが、最終的には自らの死を受け入れ、弟の様になりたかったという未練を語りながら形見の笛を残して消滅した。
童磨（どうま）
声 - 宮野真守
演 - 浦井健治
上弦の弐。白橡色の頭から血を被ったような文様の長髪に洋風に改造した着物を着る青年の鬼。生まれつき虹色の瞳を持つ。万世極楽教の教祖。姿は人間時代と変わらず、人間としての表の肩書で活動している。
常に笑みを絶やさず鬼狩りにも親しげに接する、飄々とした陽気な人物。無意識に相手の感情を逆撫ですることが多く、上弦の鬼の中ではかなり浮いているが、本人は皆と仲良しだと思っている。喜怒哀楽は表面上だけで真の人物像は非常に無機質で虚無的な為、一切の感情を演じて表現している。
二十歳のころに無惨に出会い鬼となる。鬼としては猗窩座よりも新参だが、それを追い上げて上弦の弐となった。上弦の陸時代に瀕死だった妓夫太郎と堕姫へ血を分け与えて鬼に勧誘した。
人間のころ、万世極楽教の教祖だった両親に稀有な容姿と高い知性から神童だと担ぎ上げられたが、自身は無神論者で「馬鹿で可哀想な民を救ってやらねば」という信条で教祖をしていた。鬼となってからは自らの一部として永遠の存在とすることで救済すると称して信者らを食っている。基本的に男は食わず、栄養が豊富だからと女性を好んで食す為、猗窩座からは酷く毛嫌いされている。
鉄扇を武器に、冷気の血鬼術を用いる。術を霧状にばらまくことで、敵の感覚器や呼吸器系を冒し弱らせる。
かつてカナエと伊之助の母を殺害した鬼であり、無限城ではしのぶと対決する。しのぶの毒を無効化した上で彼女を殺害・吸収し、直後に現れたカナヲと伊之助と交戦。しかし、しのぶの最後の奇策に嵌まったことで致死量を遥かに上回る毒が全身に回り、弱体化したところをカナヲと伊之助の連携で斬首される。猗窩座同様に斬首を克服しようとするが果たせず、死の間際に脳内に現れたしのぶに恋心を感じ、最期に初めて感情を得た事に歓喜し告白するが、彼女に拒否され罵られた上に伊之助に亡骸を踏み潰されて完全に消滅した。
猗窩座（あかざ）
声 - 石田彰
演 - 蒼木陣
上弦の参。全身に刺青めいた文様があり、紅梅色の短髪を有する青年の鬼。作中で最初に登場した上弦。ファンブックによると、人間時代の名残なのか鬼には珍しく、人を食うより鍛錬に時間を費やしていた。
愚直に強さのみを求め続ける武術家じみた一面を持ち、敵でも実力者には敬意を払い、鬼になるよう勧誘する。一方、自身が弱者と見定めた者は露骨に見下し、些細な理由で真っ先に殺害しようとする。若く強いまま何百年も鍛錬し続けられる鬼を賛美し、すぐに老いて死んでしまう人間という種に対しては嫌悪感を抱く。
「拳鬼」と呼ばれ、戦闘スタイルは己の体で戦う体術戦。また「闘気」を感知する血鬼術を用いる。
人間時代は江戸時代に生まれた狛治（はくじ）という名の青年。病気の父親（声 - 飛田展男）のためにスリで薬代を稼いでいたが、心を痛めた父親が自殺し、罪人として江戸を追放される。世を恨み喧嘩を繰り返していた所を「素流」という体術の道場を営む慶蔵（声 - 中村悠一）に拾われその娘の恋雪（こゆき）（声- Lynn）と恋仲になる。しかし、隣接する剣術道場の嫌がらせで井戸に仕込まれた毒で慶蔵と恋雪が死に、激昂して剣術道場の67人を己の体術のみで虐殺。その後、自暴自棄になっていたところを無惨に鬼にされ記憶を失う。人間時代の記憶は無いが、戦闘スタイルは人間時代の体術が由来しており、童磨とは正反対で女性を一切食わない。その為、童磨を酷く毛嫌いしている。
魘夢が倒された直後、無惨の指令で炭治郎達の前に現れる。死闘の末杏寿郎に致命傷を与え、陽光が差し始めたため逃走する。その際に炭治郎に卑怯者呼ばわりされ、また無惨からその場にいた鬼狩りを仕留め損なったことや青い彼岸花を見つけられなかったことを咎められ制裁を受けたことから、炭治郎を標的視するようになる。
無限城編では、炭治郎・義勇と戦い、炭治郎の「透き通る世界」の闘気を感知することができず斬首されるが、鬼の執念で進化を遂げ体の崩壊を止める。さらに攻撃を続けて頚すらも再生しかけるが、炭治郎に拳で殴られた事で自分が一番殺したかった「弱者」が大切な人を守れなかった自分だと気づいた事で、自らに攻撃を撃ち込んで死を受け入れる。最終的には無惨の制止を振り切り、恋雪と共に地獄へと落ちた。
半天狗（はんてんぐ）
声 - 古川登志夫
上弦の肆。額に大きなコブと二本の角がある老人の姿をした鬼。見た目の年齢は87歳ほど。常に何かを怖れているような様子で事あるごとに「ヒィィィィ」と悲鳴を上げる。
潜入を得意とし、柱でも目視するまで確認できないほど気配の同化に優れる。身のこなしも軽い。戦闘ではその時の感情を具現化し、新たな分裂体を生み出す血鬼術を使用する。頚を切られると、舌に「喜怒哀楽」のそれぞれ一字が刻印された4人の鬼、空喜（声 - 武内駿輔）、積怒（声 - 梅原裕一郎）、哀絶（声 - 斉藤壮馬）、可楽（声 - 石川界人）に分裂し、主に戦闘を担当する。戦闘面は分身に任せ、「怯」の字が刻まれた野ねずみ程度の小さな本体は身を隠している。喜怒哀楽で能力が異なり、合体した憎珀天（声 - 山寺宏一）は全ての能力を強化して組み合わせて使用できる。ファンブックによると、分裂してできた鬼たちは若い頃の半天狗の姿をした幻である。
人間時代から大の嘘つきで、盲目と偽り盗みと殺人を繰り返していた。自分の都合の良いように事実や解釈をねじ曲げる身勝手な思考の持ち主。自身を「善良で弱い被害者」、向かってくる者を「弱者を虐める加害者」として同情を引こうとする。
無惨の命で刀鍛冶の里に玉壺と共に出向き、剣士の始末を担当するが、最終的には炭治郎に頚を切られ、走馬灯として自らの人間時代を思い出しながら散った。
玉壺（ぎょっこ）
声 - 鳥海浩輔
上弦の伍。壺と肉体が繋がった状態で、両目部分に2つの口、額と口部分に両目がある異形の鬼。頭などからも小さな腕が複数生えている。壺は無惨の財源にもなっている。
「至高の芸術家」を自称し、人間を見下す傲慢な性格。己の作品に対して強いプライドを持ち、他者にそれらを侮辱されると激怒する。語尾に「それもまた良し！」とつける癖がある。
戦闘では自身の掌から生み出した壺を使ったトリッキーな戦術を用いる。壺から壺への瞬間移動も可能で、移動の媒体となる壺も神出鬼没に出現するため、高い敏捷性があり回避に優れる。脱皮することで本人曰く「完全なる美しき姿」に変容でき、変身後は屈強な半魚人のような上半身に蛇のような下半身を持つ。この形態では直接戦闘を行うようになり、鱗と肉体のバネにより俊敏な動きを可能とし、鱗は金剛石より硬いと豪語する。
刀鍛冶の里の居所を突き止め、無惨の命を受けて半天狗と共に強襲を仕掛ける。痣を発現した無一郎に頸を斬られるも、無一郎に罵詈雑言を浴びせながら再生を試みる。しかし、最期は細切れにされて消滅する。
堕姫（だき）
声 - 沢城みゆき
演 - 佐竹莉奈
上弦の陸。妖艶な美女の姿をした鬼で、普段は花魁に化けている。非常に性悪で傲慢な性格だが、兄の前では口調が幼くなり、泣き虫な素の性格が表れる。血鬼術により、無数の帯を操作して戦闘するほか、帯を分身として操作したり、帯の中に人間を取り込んだりすることもできる。
花魁時は着物だが、鬼の姿ではランジェリー風の服装に三本歯下駄、身体に着物の帯を身に着けるという極めて露出度が高い服装をしている。
100年近く吉原に潜んで、時代に応じて様々な「姫」という名の付く花魁になりすましていた。現代での仮名は蕨姫花魁（わらびひめおいらん）。不細工な人間を忌み嫌い、見目麗しい女性を好んで喰らう。
人間だったころの名前は「梅（うめ）」。遊郭の最下層で生まれる。成長し遊女となるが、妓夫太郎を侮辱した客の左目を簪で突いて失明させたことへの報復として生きたまま焼かれ、死に瀕していたところを上弦の陸だった頃の童磨に血を与えられ、兄と共に鬼となる。
遊郭に潜入した天元達と交戦し、最終的に兄の妓夫太郎と共に頚を斬られる。交戦後、兄と失敗を言い争い涙ながらに消滅する。その後、地獄の入口で人間の姿で兄の前に現れ、自分とは逆の方へと向かうように突き離されるが、「何度生まれ変わってもお兄ちゃんの妹になる」と抱きつき、共に地獄の業火の中へと向かった。
妓夫太郎（ぎゅうたろう）
声 - 逢坂良太
演 - 遠山裕介
もう1人の上弦の陸。堕姫の兄の青年の鬼。先が緑の癖毛で、顔や体に斑模様が無数に浮かんでいる。また肋骨から下が異常に痩せているものの、腕や胸筋は人並み以上に発達している。
普段は堕姫の背中に融合し張り付いている。彼の方が真の「上弦の陸」であり、堕姫よりも桁違いに強い。自身の血肉で生成した鎌と自らの血を利用した猛毒の血鬼術を使う。堕姫に左目を貸与することも可能で、彼女を遠隔操作しつつ、自分は右の視覚だけで戦ってなお鬼殺隊を圧倒するほどの実力がある。
喋り方に独特の癖があり、「〜なぁ」と語尾を伸ばす。見目麗しい天元に対して強い嫉妬心をあらわにし、死んで欲しいと繰り返す。堕姫を甘やかしている。
名前は人間時代からの物だが、この名はほぼ遊郭での役割名そのままである。江戸時代に遊郭の最下層で生まれ、忌み嫌われながら育つが美しい妹の梅を誇りに思っていた。梅が13歳のとき客の侍に生きたまま焼かれ、自身も襲われるが、持っていた鎌で返り討ちにする。その後、通りすがりの童磨に救われ、妹と共に鬼となった。
堕姫が天元に頚を刎ねられたことで眠りから目覚め、天元・炭治郎と死闘の末、頚を斬られ妹と失敗を言い争いながら消滅する。その後、地獄の入口にて人間の姿に戻った妹を見て自分とは逆の方に向かうよう突き放すが、妹の涙ながらの想いを汲み共に地獄の業火の中へと向かった。
鳴女（なきめ）
声 - 井上麻里奈
長い黒髪で目元を隠した女性の鬼。髪の下は大きな単眼である。
必要以上の会話をしたがらず、上弦の壱から伍が集められた際も質問に短く答える程度。
十二鬼月とは別枠の側近であったが、半天狗が死んだことで空位となった上弦の肆へと昇格する。
琵琶を奏でることで、無惨と鬼たちの根城である異空間・無限城の無数にある部屋を自在に操る。鬼たちへの干渉能力も高く、上弦ですら気付かれずに無限城へ呼び寄せ、城内の鬼や人間を部屋から部屋へ琵琶の奏で一つだけで転移させることもできる。上弦の肆になった後には探知探索の血鬼術を会得し眼球に三本触手の足を持つ使い魔による遠隔探知ができる。
人間時代は琵琶演奏で日銭を稼いでいたが、夫に演奏用の着物を勝手に売られ逆上し彼を殺した。その後の演奏が賞賛を受けたことから、以降は日課の如く人を殺してから演奏していた。無惨に襲い返り討ちに遭った後、気に入られて鬼にされた。
無限城決戦時には部屋を自在に動かして鬼殺隊を分断するが、珠世を殺された事に激怒した愈史郎に脳を乗っ取られたことにより視界を操作され、無限城の制御も奪われてしまう。これによって無惨と愈史郎と一進一退のコントロールの奪い合いに発展。しかし、最終的に救出を断念した無惨が自壊の呪いを発動させたことで死亡。その結果、制御不能に陥った無限城は完全に崩壊して、無惨と鬼殺隊は地上に露出した。
獪岳（かいがく）
声 - 細谷佳正
演 - 千葉雅大
善逸の兄弟子にあたる元鬼殺隊剣士。鬼殺隊の隊服の上に着物と帯を着用し、勾玉の首飾りをしている。人間時は善逸と色違いの日輪刀だったが、鬼となってからは黒死牟と同じ様に自分の血肉と骨から作った刀を背負っている。
真面目で努力家な性格である一方自尊心が非常に強く、傲慢で承認欲求がかなり強い。ひたむきに努力する姿勢を善逸からは尊敬されていたが、自分の未熟さを顧みず、他者から評価されないことにいつも不満を抱えていた。
かつては悲鳴嶼が世話をしていた寺の孤児であったが、ある日寺の金を盗んだことで他の子供たちから責め立てられ、寺から追い出される。その夜に鬼と出くわし、自分が助かるために寺に鬼を手引きした過去を持つ。その後、桑島に拾われ雷の呼吸を教わり鬼殺隊の剣士となる。臆病で壱ノ型しか使えない善逸を見下していたが、反対に全ての型の基本である壱ノ型が使えないため他の剣士からは大したことないと陰口を言われていた。「生きてさえいれば勝てる」という考え方から、黒死牟に遭遇した際、必死に命乞いをして彼の血を飲み干し鬼となる。その後、妓夫太郎・堕姫が死んだことで空位になった上弦の陸になる。
体得した弐ノ型から陸ノ型からなる雷の呼吸と血鬼術を組合せた技を使用する。斬られた相手は体がひび割れ続け死に至る。
無限城で善逸と交戦し、互いに罵り合いながら善逸を追い詰めるが、善逸が独自に編み出した新たな雷の呼吸「漆ノ型 火雷神」を喰らって敗れ、動けなくなった善逸を救出した愈史郎に、今までの自分勝手な言動や行いに対する嘲りと哀れみの言葉を浴びせられ消滅した。
上弦に選ばれたが、あくまで適当な穴埋めでの抜擢であり、善逸からもそれを指摘されていた。さらに鬼としてもまだ能力は未熟であり、愈史郎曰く、もし戦いが一年後であったら善逸は即死していたとのこと。

##### 下弦
累（るい）
声 - 内山昂輝
演 - 阿久津仁愛
下弦の伍。趣味は綾取り。那田蜘蛛山に住まう鬼の一家の末子で、蜘蛛めいた髪型の小柄な少年。鬼になって二十年弱。下弦の中では壱（魘夢）、弐（轆轤）ほどはあったとされるなど、実力が高く、無惨に気に入られていた。基本は冷静な性格だが、頭に血が上ると感情的になるタイプで、攻撃も単調になる。
家族の絆に強く執着している。配下に自身の「母」「父」「兄」「姉」役を演じる鬼を従え、彼らと絆で結ばれていると主張するが、その実態は暴力による恐怖支配である。
繰り出す糸に血液を乗せることで、鋼に勝る硬度を与える血鬼術を持つ。切れ味そのままに網状にすることもできる。
人間時の名前も累。人間だったころは非常に病弱であったが、ある日無惨に血を与えられ鬼となる。鬼化後は人を喰らい続けなければならず、その事実を知った両親により無理心中を図られるも、一時の激情に駆られ返り討ちにしてしまった過去を持つ。
那田蜘蛛山山中にて、炭治郎・禰󠄀豆子と交戦。炭治郎に自分達の絆が偽物と言われて激怒したが、禰󠄀豆子が示した兄への絆に感動し、自分の新たな「妹」役として目をつけて拘束し、炭治郎を圧倒する。新たな力に目覚めた竈門兄妹の反撃を受け、さらに激怒して彼らを殺そうとするも、救援に来た義勇に止めを刺され、人間の頃を走馬灯として思い出しながら消滅していった。
魘夢（えんむ）
声 - 平川大輔
演 - 掛川僚太（2作目）、内藤大希（3作目）
下弦の壱。優男風の洋装の鬼。増血されてからは全体に血管が浮かんだ姿になっている。
目玉と口が存在する異形の左手を分身として身体から切り離し、独自に行動させることができる。他者の不幸や苦しみを見ることを何よりも好む。
小腹が空いた無惨に腑を食われたが、致命傷で痛みを感じず無惨を羨み褒めそやして死亡した後、無惨が気まぐれに鬼にした。
他者を眠らせ夢を見せる血鬼術を使い、術の効力を持ったギミックを作成することも得意とする。閉じ込められた夢から覚めるためには、その中で自刃する必要がある。
無惨による下弦の鬼の粛清時に唯一見逃され、「増血」されて炭治郎への追手として放たれる。無限列車編にて列車と融合して炭治郎達と戦うも敗れ、列車の人間を喰らい力を付けて上弦に成り上がる計画を台無しにされた恨みを吐きながら消滅した。

下弦の弐、参、肆、陸
轆轤（ろくろ、声 - 楠大典 / 演 - 夛田将秀）、病葉（わくらば、声 - 保志総一朗 / 演 - 星賢太）、零余子（むかご、声 - 植田佳奈 / 演 - 牧浦乙葵）、釜鵺（かまぬえ、声 - KENN / 演 - 鳥居留圭）。
順に下弦の弐、参、肆、陸。累討伐後に無惨によって魘夢と共に招集され、弱さを責められた末に全員粛清される。

#### 那田蜘蛛山の鬼一家
それぞれが母・父・兄・姉役を演じているが、累に恭順を示した鬼たちが、言われるままに容姿を作り変えただけで血縁はない。全員が蜘蛛や糸にちなんだ術を使用するが、元々は累から蜘蛛の形にした力を飲み込む形で与えられたもので、自身で獲得した血鬼術ではない。因みに顔は累によって皮を剥がれて作り変えられている。家族は他にも居たが累にそぐわない者や逆らう者、演じられなかった者が日光で妬かれたり切り刻まれたりして処分されたため、那田蜘蛛山編の時点では4人しかいない。アニメ版のみ作中過去で「姉」の姉を演じていた鬼（声 - 伊藤かな恵）が出ている。
「母」
声 - 小清水亜美
演 - 髙原華乃
那田蜘蛛山で最初に登場した鬼。妖艶な女性の姿をしている。糸を使って人間を操る血鬼術を持つ。
元は幼女の鬼だったが、累の命令で容姿を変えて大人の女性の姿になっている。精神年齢は幼女のままのため、累の要求に応えきれない事が多く、「父」に暴力を振るわれ恐怖で支配されていた。度々元の幼女姿に戻ってしまう為に累にも虐待されており、母とは名ばかりで、家族で一番立場が低い。
那田蜘蛛山に入った尾崎ら鬼殺隊を操り同士討ちさせていたが、伊之助に位置を把握された後、炭治郎によって首を切られる。その際、累から解放されたい思いから一切の抵抗をせず、自ら首を差し出したことで、炭治郎に「伍ノ型 干天の慈雨」で情けを掛けられた。炭治郎が自分に向けた優しい眼差しから人間だったころは幼女であり、今際の際には母親と思われる女性に愛情を受けていたものの、彼女を食い殺してしまったらしきことを思い出し、死に際に十二鬼月がいると注意を促しながら痛みもなく安らかに消滅していった。
「父」
声 - 稲田徹
演 - 夛田将秀
屈強な体格を誇る蜘蛛鬼。顔面が蜘蛛そのものに変貌しているので異形の姿である。
累によって知性を奪われ、いいように操られている。川底を殴れば底まで水が吹き飛び、太い丸太をバットの様に振り回す等、桁違いの身体能力・回復力を持つ。脱皮による強化が可能で、身体が一回り大きくなり強くなる。
山中で伊之助を叩きのめし、殺す一歩手前まで追い込むが、現れた冨岡に瞬殺されバラバラになる。
「兄」
声 - 森久保祥太郎
演 - 鳥居留圭
蜘蛛の胴体に人間の頭が付いている異形の鬼。母鬼を嘲笑っていた。普段は蜘蛛の巣で浮く小屋の中に居る。
自身の毒を受けた者を「蜘蛛」に変える血鬼術、および強酸性の毒液を吐き出す血鬼術「斑毒痰（ふどくたん）」を持つ。
山中で善逸と交戦。蜘蛛人間たちを使って善逸に毒を注入する。毒で衰弱しつつも突如雰囲気が変わった善逸に対して、警戒しつつ迎撃を行うも、それすら凌駕する「霹靂一閃 六連」で一瞬で斬首される。
「姉」
声 - 白石涼子
演 - 遥りさ
白い着物を着た少女の鬼。掌から作り出した繭で獲物をくるみ、消化液で溶かして捕食するという血鬼術「溶解の繭」を持つ。
一見おとなしそうに見えるが、実は自分さえ良ければ良いという自己中心的な性格で嘘を平然と吐く、狡猾で卑劣かつ極悪な利己主義者。元々強い鬼ではないため、累に捨てられることを恐れており、彼が禰󠄀豆子に興味を示した際は必死に自分が「姉」であることを主張する。
アニメ版では自分の姉を演じていた鬼に脱走計画を打ち明けられ共に脱走したが、実は累に計画を密告していたため、自分の「姉」の鬼が処刑された話が追加されている。
先遣隊の中で生き残っていた村田を、血鬼術の繭で包み溶かそうとしていた所、胡蝶しのぶと遭遇。実力の差を見せつけられて命乞いをするが、嘘を見破られた上拷問による贖罪を宣告され、反撃しようとするも、鬼殺しの藤の花の毒で毒殺され、遺体はその場に打ち捨てられている。

#### 珠世一派
珠世（たまよ）
声 - 坂本真綾
演 - 舞羽美海
四百年以上生きている女性の鬼。肉体年齢は19歳。普段は医師として活動している。
元々病で死にかけていたところを無惨によって鬼にされたことで生き延びるが、これにより自ら最愛の息子と夫を食い殺してしまったため、その怨みから鬼舞辻󠄀無惨一派と敵対し、追われる立場にある。自力で無惨の呪いを解除して支配から逃れ、人を喰わず少量の血液を飲むだけで生きることを可能とした。自分の血液を介して、幻術をかけることができる血鬼術を用いる。
鬼を人に戻す方法を確立すべく、炭治郎に鬼の血液の採取を依頼する。鬼であることを隠しつつ無惨の追跡を躱すため、一箇所には長く留まれない。
禰󠄀豆子と十二鬼月の血を研究するうちに鬼化された人間の自我を取り戻すことに成功し、禰󠄀豆子が近いうちに太陽を克服すると推測する。禰󠄀豆子の日光克服と同時期に、耀哉に声をかけられ、無惨への罠を張る。その後は無惨に取り込まれて殺害されるが、無惨に放った薬は無惨討伐に大いに役立った。
前身となった短編『過狩り狩り』から引き続いて登場。
愈史郎（ゆしろう）
声 - 山下大輝
演 - 佐藤永典
珠世に付き従う青年の鬼。無惨由来ではない例外的な鬼であり、人を喰らわず、珠世よりも少量の血液を飲むだけで生きることが可能。実年齢は35歳。
病により瀕死の状態にあったところを珠世により鬼とされることで救われる。その時から珠世に心酔しており、珠世以外には毒舌かつ攻撃的な態度をとる。毎日、珠世日記を書いているらしい。
視界に関わる血鬼術を使用する。札を貼ったものを不可視化したり、自身や他者の視界を共有したりできる。工学の心得と手先の器用さから採血器も開発し、炭治郎が採血した鬼の血の回収時は術で姿を消した猫「茶々丸」を遣わす。
珠世の覚悟を理解し、無限城戦に参戦。鬼殺隊士を装って救護と支援を担当した。血鬼術により城内外の情報共有を行い、また鳴女を攻略して無限城を破壊した。地上に戻ってからは隊士たちの治療に従事する。
最終決戦後には炭治郎の見舞いに赴き、心からその功績を労った。その後は「山本 愈史郎」の名で生きる道を選び、画家として珠世の絵を描き続けており、現代において世界的に高い評価を受けている。密かに産屋敷家とも交流を続けている
前身となった短編『過狩り狩り』から引き続いて登場。
茶々丸（ちゃちゃまる）
珠世の使いの猫であり、極めて珍しいオスの三毛猫である。炭治郎が倒した鬼から採取した血液の運搬を担う。最終決戦前には珠世の手で鬼化され、唯一の猫鬼となる。
首に愈史郎が使う血鬼術の札を付けており、背中には小型のバッグを背負っている。愈史郎の血鬼術により鳴くまで姿が見えず、血液を回収後に再び鳴くと姿を消す。
最終決戦後、現代においても愈史郎と共に生きている。

#### その他の鬼
手鬼（ておに）
声 - 子安武人、豊崎愛生（幼少期）
演 - 竹村晋太朗
全身に幾つもの腕を纏った、大型の異形の鬼。47年前、江戸時代・慶応年間のころに水柱だった鱗滝に捕まった。
最終選別の場「藤襲山」に封じられており、その中で50人もの人間を喰らった。自分を捕まえた鱗滝を心から憎んでおり、彼の彫った狐面を目印に13人の弟子を殺している。
最終選別で炭治郎に首を刎ねられ敗北。今際の際に兄と過ごした人間時代を思い出し、涙を流しながら消滅する。
アニメ劇場特別上映版ではボス敵。また、「（明治から大正に）年号が変わっている」というセリフを発するが、テレビアニメでの放送時期と平成・令和の改元とが一致したことで話題になり（後述）、このキャラクターのグッズ化も行われた。
沼の鬼（ぬまのおに）
声 - 木村良平
1本角・2本角・3本角の三身一体で行動する鬼。三つ子ではなく能力による分身・分裂の類であり、お互いを「俺」と呼ぶ。炭治郎が最初の仕事で倒した異能の鬼。
十六歳になったばかりの娘を好んで食い殺し、殺した娘たちが身に着けていた簪や髪飾りを蒐集品として集めている。血鬼術を扱える異能の鬼であり、壁や地面に対し沼地を発生させ沼の中を自在に動き回れる。キャラブックによるとナルシストで、歯ぎしり癖は人間時代からの名残。
1本角と3本角の鬼が沼に入ってきた炭治郎と、2本角の鬼が禰󠄀豆子と交戦するも、1本角と3本角は炭治郎にまとめて倒され、2本角も戻って来た炭治郎に斬られて死亡する。最期まで自分の行動を正当化する一方で、炭治郎から無惨についての尋問を受けた際にはひどく怯え、錯乱する。
朱紗丸（すさまる）
声 - 小松未可子
演 - 西分綾香
無惨直属の配下。おかっぱ頭で、古風な口調と童女のような振る舞いをする少女の鬼。十二鬼月を自称するが、無惨に言いくるめられているだけである。
血鬼術「毬」を使用し、毬を用いた攻撃を行う。
無惨の命を受けて、矢琶羽と共に浅草で炭治郎・珠世を襲撃する。矢琶羽が倒された後、珠世の術にかけられて無惨の名を口にしてしまったことで「呪い」が発動し消滅した。
矢琶羽（やはば）
声 - 福山潤
演 - 星乃勇太
無惨直属の配下。両掌に瞳孔が矢印の目玉が付いた青年姿の鬼。両目は閉じられている。一人称は儂。神経質で病的な潔癖症。血鬼術「紅潔の矢」を使用し、両掌に存在する眼により発動させる不可視の矢印を操る技や追跡・探知能力を用いる。
無惨の命を受けて、朱紗丸と共に浅草で炭治郎・珠世を襲撃するも、炭治郎に敗れ消滅した。
響凱（きょうがい）
声 - 諏訪部順一
演 - 高木トモユキ
両肩や腹、両脚から鼓を生やした鬼。一人称は小生。計画的で賢明だがぼそぼそと呟くように喋るなど、陰気で神経質かつプライドが高い。炭治郎と善逸が指令を受け向かった先の屋敷の主。
身体各部の鼓を打つことで、他者を別の部屋へ転移させる、部屋を回転させる、斬撃を飛ばすなどを行う空間支配の血鬼術を持つ。
人間だったころは『里見八犬伝』が好きなことから伝奇小説を書く文筆家で、鬼となってからも文筆をしていたが、自身の作品を酷評した上に原稿用紙を踏みつけにした知人を惨殺した過去を持つ。
かつては十二鬼月の下弦（陸）であったが、次第に体が人肉を受け付けなくなり、これ以上の成長を見込めないと鬼舞辻無惨から見限られ、数字を剥奪された。
十二鬼月に復格するために「稀血」を持つ少年・清を狙うが、血の匂いを嗅ぎつけてきたほかの鬼との争いで空間転移の鼓を落とし、これを清に拾奪され利用される。清の弟妹と行動を共にしていた炭治郎と一騎討ちの末倒され、自身の血を炭治郎に採血された後消滅する。

### その他の人物
錆󠄀兎（さびと）
声 - 梶裕貴
演 - 星璃
炭治郎の兄弟子。右頬に大きな傷痕が描かれた狐面をつけた、宍色の髪の少年。素顔も狐面と同じ位置に傷痕がある。厳格だが正義感が強く、心優しい性格。大岩斬りの課題が難航している炭治郎の前に現れ、半年間剣の訓練を施した。炭治郎からも絶賛される流麗で卓越した剣技の持ち主。
現在は故人。かつて最終選別で手鬼に殺されているため、炭治郎に稽古をつけた彼は亡霊である。
歴代の鱗滝水流派13人中最強。天涯孤独の身で鱗滝に入門した。冨岡義勇とは同い年で同門の親友。姉に庇われて生き残ったことを嘆く義勇を厳しく叱咤し、彼女が身を呈して繋いでくれた命をさらに繋げていくことを諭した。13歳の時に義勇と共に最終選別を受け、手鬼との戦闘で命を落としたが、藤襲山の鬼をほとんど一人で討伐していたため、その年の選別での死者は彼だけだった。またこの過去が義勇の心に深く陰を落とすこととなる。
真菰（まこも）
声 - 加隈亜衣
演 - 其原有沙
炭治郎の姉弟子。花柄の着物を着た謎めいた雰囲気の可憐な少女。錆󠄀兎とは血縁関係はない。狐面には右頬に花が描かれている。錆󠄀兎と共に炭治郎の前に現れ、体捌きの改善点を指摘したり身体能力を強化する全集中の呼吸を教えた。剣士としては、素早いが小柄で非力であったという。
孤児の自分達を育ててくれた鱗滝を慕っていたが、最終選別で手鬼に遭遇し、彼が鱗滝からの厄除の面を目印に自分の先輩たちを狙って食い殺していた事実に動揺してしまい、殺されていた。

三郎 (さぶろう)
声 - てらそままさき
竈門家の住む雲鳥山の麓に住む老人。職業は不明だが、登場時は和傘を作っていた。家族を喪って以降1人で生活しており、元々炭治郎や禰󠄀豆子とも交流があった。
作中で初めて鬼の存在に言及した人物でもあり、物語冒頭で炭を売りに来て夜道を帰ろうとした炭治郎を「鬼が出る」と引き留めて自宅に宿泊させた事で炭治郎は無惨の手に掛からずに済む事になる。また、炭治郎に鬼について語った際には「鬼狩り様が鬼を斬ってくださる」と鬼殺隊についても話している。
自分の家を出た後の炭治郎達の身を案じていたようで、物語終盤、無惨を斃した炭治郎と禰󠄀豆子達が雲鳥山に帰ってきた際には喜びのあまり嬉し泣きをしながら出迎えた。
豊（とよ）
声 - 岩田光央
浅草に来た炭治郎が立ち寄ったうどん屋の店主。炭治郎に山掛けうどんを提供するが、無惨の匂いを嗅ぎつけた彼にうどんを食べて貰えず激怒。その後、帰ってきた炭治郎に山掛けうどんを食べるよう強要するが、炭治郎がうどんを食べた事で納得して快く送り出す。
人買いの男
声 - 堀井茶渡
虐待の末両親に売り飛ばされた幼少時代のカナヲを連れて歩いていた人買い。カナヲを連れて客先にいく道中の橋で胡蝶カナエ・しのぶ姉妹と出会う。カナヲの身請けをしようとする二人に代金を要求したもののしのぶにばらまかれ、それに気を取られた隙にカナヲを奪われる。
アニメDVD10巻に収録されたドラマCD内で、姉達と縁日に来ていたカナヲと遭遇、再び捕まえて売り飛ばそうとするも、駆けつけたカナエに倒された。

鯉夏（こいなつ）
声 - 斎藤千和
吉原遊郭の「ときと屋」で働く花魁。
自身の部屋に荷物を運んだ炭治郎にお菓子を渡して労を労う他、彼が男であることを最初から知っていても事情を察して黙認したり、消息を絶った須磨の安否を心から気遣ったりと温和で優しい女性。その人柄から非常に人に好かれ、女の子達を甘やかし過ぎて女将から怒られてしまうほど。身請けが決まった矢先にそれを知った堕姫に襲われ彼女の帯に取り込まれるも、炭治郎に救出される。

トミ
声 - 井上喜久子
アニメオリジナルキャラ。無限列車編・第１話に登場。無限列車が発着する駅で駅弁を販売している高齢の女性。かつて鬼に襲われていた所を槇寿郎に救われており、杏寿郎が切り裂き魔の鬼を倒した際はその剣技から槇寿郎のことを思い出し涙を流しながら杏寿郎に感謝の気持ちを述べた。無限列車発車時には、乗り込む杏寿郎の無事を祈りながら大量の駅弁をふくと共に手渡した。

ふく
声 - 水瀬いのり
アニメオリジナルキャラ。無限列車編・第１話に登場。トミの孫で駅弁販売の手伝いをする少女。杏寿郎と出会った当初は鬼の存在そのものを信じていなかったため、彼を不審者と勘違いしたが、後に切り裂き魔の鬼に襲われたところを杏寿郎に救われる。

## 用語

### 鬼殺隊関連
鬼殺隊（きさつたい）
鬼の撲滅を目的とする政府非公認の組織。隊員以外で「鬼殺隊」の名称が使われることはあまり無く、古より敵味方問わず部外者からは一貫して「鬼狩り（おにがり）」と呼称される。
構成員は数百名。剣士は十干（甲から癸）の階級が割り当てられ、さらに「お館様」と呼ばれる産屋敷家の当主、および「柱」と呼ばれる幹部級の隊士がいる。
各地に散在する元隊員の「育手」に訓練を受けた後、藤襲山で行われる「最終選別」に合格すると入隊が認められる。
隊員には右手に藤花彫りと呼ばれる特殊な技法で階級が刻まれ、専用武器である「日輪刀」と隊服が支給され、人語を喋る「鎹鴉（かすがいがらす）」の伝令に従い任務に就く。
最終目標である無惨を倒して鬼が絶滅したため、千年の歴史に幕を閉じ解散した。
呼吸法（こきゅうほう）
鬼を倒すため、鬼殺隊が身に付ける操身術の総称。
著しく増強させた心肺活動により、一度に大量の酸素を血中に取り込むことで、身体能力を瞬間的かつ爆発的に大幅に上昇させ、鬼と互角以上の剣戟を繰り出す。これを「全集中の呼吸」と呼び、剣技に用いて鬼を狩る。
約400年前に始まりの呼吸の剣士・継国縁壱が、全ての「呼吸法」の始祖である「日の呼吸」と共に鬼殺隊に伝え、元々鬼殺隊剣士が修得していた「炎」「水」「雷」「風」「岩」の剣術に「呼吸」を上乗せすることで飛躍的に能力を向上させることに成功した。ただし、「日の呼吸」を修得する剣士が現れなかったため、既存の「炎」「水」「雷」「風」「岩」の剣術に合わせた呼吸法が誕生し、そこから剣士達が自身に合う呼吸と剣技を生み出した影響でさらに枝分かれしていった。
応用技術として、睡眠時を含む四六時中全集中の呼吸を維持し続ける「全集中・常中」、全ての感覚を一気に開き、心拍と体温を上昇させて一瞬で集中を極限まで高める事が可能となる「反復動作」がある。
日の呼吸（ひのこきゅう）
始まりの呼吸。すべての呼吸はここから派生した。修得者は継国縁壱・竈門炭十郎・炭治郎。日輪刀の色は黒色。縁壱や炭治郎が付けている花札風の耳飾りが使い手の証。型には太陽を冠した名前が付けられており、13の型を持つが、他の呼吸法とは異なり、型に番号が振られているのは拾参ノ型のみ。この拾参ノ型には技名がなく、円舞から炎舞までの12の型を絶え間なく繋ぐ動作そのものを指す。そして、この呼吸の選ばれた使い手には額に赤い痣が生まれつきもしくは後天的に発現し、日輪刀を赫刀へと変化させることが出来るとされている。
大正時代では日の呼吸は失伝してしまっていたが、これは始まりの呼吸の使い手であった耳飾りの剣士を恐れた無惨が、日の呼吸を知る、または使い手になる可能性がある者達を黒死牟と共に排除し、日の呼吸に関連する書物等も徹底的に抹消してしまった為である。しかし、ある一族だけが、縁壱や無惨の想定外の形で継承していた。
ヒノカミ神楽（ひのかみかぐら）
竈門家に代々伝わる神事で、正月に先祖と炭竈の神に奉納する。七支刀を持ち、正月の日没から翌朝の夜明けまで神楽を舞い続ける過酷なもので、寿命を縮めかねない命懸けの神事である。
その正体は、かつて戦国時代に縁壱の日の呼吸の型を魅入られた竈門炭吉により、神楽の形で脈々と受け継がれた日の呼吸そのもの。この鬼殺隊と縁のない炭焼きの一族である竈門家が代々受け継いでいったことにより、無惨の目からも逃れて伝承することができた。
下弦の伍である累との戦いで使用して以来、炭治郎の主な呼吸として使われてる。当初は連発すると反動で身体に大きな負担が掛かったが、上弦の陸との戦いで水の呼吸の体裁きや歩法を織り交ぜる事で、威力と疲労の分配の適正化を行い戦闘続行が可能になった。それにより、炭治郎自身の成長に伴い身体の強化へと繋がり、織り交ぜて使わずともある程度安定して神楽を連続で行使出来るようになった。
月の呼吸（つきのこきゅう）
日の呼吸から唯一直接派生し、対となった流派。修得者は黒死牟(継国巌勝)のみ。日輪刀の色は紫。型の数は全呼吸で最多の16。
十二鬼月最強の鬼である上弦の壱・黒死牟が鬼殺隊士時代から使う"呼吸"にして、彼が使う鬼としての異能・血鬼術でもある。斬撃の周りに無数の三日月状の刃を纏っており、三日月の刃はそれぞれ長さや大きさが異なり動きも不規則な為に、回避が極めて困難。剣の軌道の周囲、もしくは一定の範囲に三日月型の力場(斬撃波)が発生する。さらに斬撃は人体など容易く斬断し、数瞬は空間に残り続けて月が満ち欠けするように効果範囲が不規則に揺らぐ特性を有する。血鬼術を元に強化されている為、風の呼吸のように刀の一振りで発生するエフェクト自体にも攻撃力と切断力がある。
この呼吸だけは日の呼吸とは違い、使い手である剣士が鬼に堕ちた事により、継承する者が誰一人いない。
水の呼吸（みずのこきゅう）
五大流派の呼吸の一つ。その名の通り、どんな形にもなれる水のように変幻自在な歩法が特徴の型であり、それによって如何なる敵にも対応できる受けの呼吸である。日輪刀の色は青色。主な修得者は、鱗滝左近次・冨岡義勇・竈門炭治郎・錆兎・真菰・村田・神崎アオイ。10の型があり、応用も効く為、取れる手数はかなり多い。また、各流派の中で唯一鬼に苦痛を与えず死なせる技が存在している他、技が剣術の基礎に沿ったものである為に、特に水の呼吸から派生した流派の数も多いとの事で、初心者にも易しく最も多くの鬼殺隊士に使用されている流派である。五大流派の中でも炎の呼吸と並んで歴史が古く、いつの時代にも“柱”が存在したという。現水柱の義勇だけは、独自の型である拾壱ノ型を編み出している。
蛇の呼吸（へびのこきゅう）
水の呼吸から派生した流派の1つであり、蛇柱である伊黒小芭内が独自に編み出して使用しているもの。日輪刀の色は青紫色。蛇の名に違わずその斬撃は有り得ないような軌道を描いて相手を追い詰める。蛇の様に蛇行する伊黒の走り方と合わさる事で正確性も非常に高くなり、狭い木材の間を巧みにすり抜けて攻撃するなど変幻自在。
蛇の呼吸の変幻自在な剣技は、その正確な太刀筋があってこそ成り立つ。極限まで磨き上げる事で狭い隙間をすり抜ける“うねる”一撃を可能にしている。
花の呼吸（はなのこきゅう）
同じく水の呼吸の派生流派で、全ての型に花の名前が入っているのが特徴。日輪刀の色は桃色。主な修得者は胡蝶カナエ・栗花落カナヲ。鬼すら魅了する程の美しい剣技とは裏腹に習得には高い身体能力が必須であり、連続で放つ技は強い肺活量が要求される為、呼吸法の鍛錬は欠かせない。
カナヲは、自分だけにしか使えない特殊な技である終ノ型を独自に編み出している。
蟲の呼吸（むしのこきゅう）
花の呼吸からの派生で、蟲柱である胡蝶しのぶが編み出した独自の流派。日輪刀の色は藤色。他の呼吸と比べるとかなり異色な呼吸であり、日輪刀に鬼に有効な藤の花から抽出した毒を仕込み、鬼の体内に注入する事による毒殺が目的の呼吸である。型の名は「○ノ型」ではなく「△ノ舞」と名付けられており、さらにその舞の種類も、漢数字ではなく虫の名前を使った名前になっているのも特徴。
炎の呼吸（ほのおのこきゅう）
五大流派の呼吸の一つで、水の呼吸と同様に歴史が古い流派。日輪刀の色は赤色。主な修得者は、煉獄杏寿郎・煉獄槇寿郎。9の型を持つ。地面をしっかり踏みしめて、烈火の如き強力な斬撃を放つのが主軸となっている。主に煉獄家が一子相伝で伝えてきた流派であり、五大流派の中でも水の呼吸と並んで歴史が古く、いつの時代にも“柱”が存在したという。
煉獄家には、日の呼吸についての内容が限定的ながら残されており、その為に使い手には『「炎の呼吸」を「火の呼吸」とは呼んではならない』旨が代々強く伝えられている。
恋の呼吸（こいのこきゅう）
炎の呼吸の派生にして、恋柱の甘露寺蜜璃が独自に編み出した呼吸。日輪刀の色は鮮やかな赤紫色。型の数は6つ。
蜜璃だけが自在に操る事が出来る特殊な日輪刀と密度が高い上に女性特有の柔軟さも併せ持った彼女の特異体質の筋肉による剛力と柔軟さを活かした身体の動きで、まるで新体操のような動きから斬撃を繰り出す。使いこなすには音感と柔軟性、さらに蜜璃自身の「胸のトキメキの感じるままに動く」事が重要である。
雷の呼吸（かみなりのこきゅう）
五大流派の呼吸の一つ。日輪刀の色は黄色。主な修得者は、我妻善逸・桑島慈悟郎・獪岳。型の数は6つ。
どれも速度を重視した技であり、足の筋肉繊維や血管の一本まで意識する事により、空気を切り裂く雷鳴の如き速度を出す事が可能となる。技が当たると、落雷のような轟音が鳴り響く。この呼吸の使い手が柱に昇格すると、「雷柱」では無く「鳴柱」と呼ばれる様になる。
善逸だけは、壱ノ型の応用技と独自の型である漆ノ型を編み出している。
音の呼吸（おとのこきゅう）
雷の呼吸の派生にして、音柱の宇髄天元が独自に編み出して使用している呼吸。日輪刀の色は橙色。日輪刀に施された仕掛けである、鬼の身体にダメージを与える事が出来る程の威力を持った爆薬を刃に仕込む事で攻撃力を底上げしており、さらにその爆風で敵の攻撃の威力を減衰させる。この爆発によって戦闘中には凄まじい落雷の如き轟音が鳴り響く。
風の呼吸（かぜのこきゅう）
五大流派の呼吸の一つ。日輪刀の色は緑色。主な修得者は不死川実弥・粂野匡近。暴風のように荒々しい動きから、突風のように斬り刻む攻撃特化の型が多い。苛烈な連撃と軽快な身のこなしが特徴で、鎌鼬の突風を発生させる程の素早い振りには、柔軟な体幹に加えて連撃に耐えるだけの持久力が求められる。しかも、使い手の腕力と素早い刀の振りによって鎌鼬状の鋭利な突風を「実際に発生させている」ことから、突風は日輪刀から発生している為か、突風自体にも頸を捩じ斬る事で鬼を殺す力がある。
霞の呼吸（かすみのこきゅう）
風の呼吸の派生にして、花の呼吸と同様に基本の呼吸と共に昔から継承されてきた呼吸。日輪刀の色は白色。主な修得者は時透無一郎。型の数は6つ。
連続斬りや敵を翻弄する高速移動が特徴であり、筋肉の弛緩と緊張を常に意識する事で正確無比な足捌きを可能にする。
霞柱である時透無一郎は、独自の型である漆ノ型を編み出している。
獣の呼吸（けだもののこきゅう）
嘴平伊之助が育手も介さずに、完全に我流で独自に編み出した呼吸。日輪刀の色は藍鼠色。型の数は10。自然の環境下で独自に同様（または同等）の呼吸法に自力で辿り着いた為、名実共に完全なる我流である。蟲の呼吸と同じく技は「〇ノ型」ではなく「△ノ牙」と名付けられているのも特徴で、攻撃技ではない漆と捌のみ「型」と付けられている。伊之助の好戦的な性格から攻撃一辺倒に捉えられがちだが、感知能力や機動力に重点を置いた補助技があり、汎用性に優れた技巧派な呼吸法でもある。
系統としては風の呼吸に近い性質の呼吸だが、獣の呼吸には「二刀流の素質」「鋭い皮膚感覚」「柔軟な関節」、そして「並外れた戦闘本能」が必須である。
岩の呼吸（いわのこきゅう）
五大流派の呼吸の一つ。日輪刀の色は灰色。主な修得者は悲鳴嶼行冥。
その名の通り岩のような堅い防御と、筋力に物を言わせた荒々しい戦闘法が特徴の攻めと守りの両方に特化した型で、足捌きや体捌きによって技の威力を底上げする他の呼吸法と違い、筋力による力押しという、単調であるが故に弱点の少ない呼吸である。しかし、前提として使い手には圧倒的な筋力が求められる為に、五大流派の中でも使い手の数は最も少ない。また、一つの流派として堅実に完成されている為に、五大流派では唯一派生した呼吸は存在しない。
また、この呼吸の極意として、筋力の向上と正しい呼吸、“反復動作”を合わせることによって、爆発的な力を引きだす事が肝心とされている。

痣（あざ）
鬼殺隊剣士が上弦の鬼に対抗しうるとわかる目印であり、発現すると身体能力と戦闘力が極限まで高まる。
かつて戦国時代、無惨を後一歩のところまで追い詰めた剣士たちには鬼の文様に似た「痣」が現れていたとされる。しかも、痣が発現すると共鳴する様に周りの者も痣が発現するとされている。
無一郎が解明した痣発現の条件は、「39℃を超える体温」と「200を超える心拍数」というもの。しかし、そのような状態に身体が耐えられないだけでなく、痣の発現とは「寿命の前借り」であるため、この状態で戦闘を行った者は短命となり、25歳を迎える前に死ぬとされる。
稀な例外として継国縁壱と竈門炭十郎は生まれつき痣を持っており、25歳を超えても存命していた。
透き通る世界（すきとおるせかい）
自他の体内が透けて見える状態で、痣に覚醒した者が次に至る境地。相手の筋肉や骨格の動きから動作を予測し、自身の殺気・闘気を消して戦うことができる。修得者は、継国縁壱・黒死牟（継国巌勝）・竈門炭十郎・竈門炭治郎・悲鳴嶼行冥。
柱（はしら）
鬼殺隊剣士の最高位にして幹部。鬼殺隊構成員数百人のうちの主力であり、枠は9席。文字通りに「隊を支える」柱という名称。世襲制ではなく、最も強い者がその地位に就く。昇格するには、階級が甲で鬼を50体倒すか、十二鬼月を倒すことでなれる。作中では、「水」「蟲」「炎」「音」「霞」「恋」「蛇」「風」「岩」の9人の流派の剣士が柱となり、各自の流派に従って「◯柱」という位を授かる。
継子（つぐこ）
現役の柱の直弟子。次の柱候補生であるが、階級や同流派に限定されない。柱に実力等を認められるとなれる。

隠（カクシ）
鬼殺隊の非戦闘部隊。背に「隠」と書かれた黒子のような専用の隊服を着用し、黒頭巾を被る。事後処理や後方支援を専門としている。構成する隊員は、剣技の才に恵まれなかった者達が殆ど。
育手（そだて）
文字通り剣士を育てる者の呼び名。育手は各地に存在し、それぞれのやり方で剣士を育てる。育手の中には元柱の者もいる。
鬼喰いの剣士（おにくいのけんし）
鬼を喰う剣士の総称。主な該当者は不死川玄弥と戦国の時代の剣士の2人のみ。鬼を喰らう事で一時的に鬼の体質と能力を得る。強い鬼を喰らうと再生力や体力がさらに向上する為、体に穴が空いたり、胴体を両断されても死なないなど高い生命力を得る。さらに上弦の鬼の肉を喰らうと、血鬼術を使用する事ができる。この力には、鬼の体を噛み砕く程の強力な顎と鬼の血肉・骨を消化・吸収出来る特殊な消化器官が必要となるが、鬼化中は理性や判断力も下がってしまう上に、本物の鬼よりは生命力は数段落ちる為、日輪刀以外の手段でも頚を落とされれば死に至る。
鎹鴉（かすがいがらす）
主に鬼殺隊本部と鬼殺隊員との連絡用に使われる鴉。次の任務や現場の方角、隊士の戦果・生死などの情報を伝え、鬼との戦闘において無くてはならない重要な存在。
各隊員に専任の鴉がついているが、善逸だけが雀である。伝令を人語で復唱するだけでなく、自意識で会話ができるほど知能が高い。
最終選別（さいしゅうせんべつ）
鬼殺隊剣士及び隊員となるための最後の試験。正しくは「鬼殺隊最終選別」といい、1年中藤の花が狂い咲いている藤襲山（ふじかさねやま）で年に数回行われる。山中には鬼殺隊員によって生け捕りにされた鬼たちが放たれており、ここで7日間生き残れば剣士及び隊員の資格を与えられる。
日輪刀（にちりんとう）
鬼殺隊剣士の主力装備。日光が蓄えられた特別な鉱石、猩々緋砂鉄と猩々緋鉱石を原料とした玉鋼より作刀される。不死の鬼の頸を斬り落とすことで絶命させられること以外は、通常の日本刀と変わらない。戦国時代の日輪刀は質の良い鉄が使われており、斬れ味もかなり良い。柱の日輪刀には、柱の証である「悪鬼滅殺」の文字が刻まれている他、一部の柱の日輪刀はそれぞれの呼吸に合わせた特殊な形状・装飾・特性をしている。
持ち主の呼吸の適正によって色が変わり、刀としての特性が変わるため「色変わりの刀」と呼ばれるが、呼吸と一定の剣術を修得しなければ色は変わらない。
赫刀（かくとう・しゃくとう）
鬼の再生能力を阻害することができる状態の日輪刀。本来、日輪刀は使用者によって色が異なるが、この状態になるとどの日輪刀も刃が赤く変化する。この刀で斬撃を受けた鬼は、灼けるような痛みを感じる。当初は日の呼吸の使い手にしか発現しないものと思われていたが、痣に覚醒した者の万力の握力で握りしめる、もしくは刀同士をぶつけ合うなど、刀に強い力を加えることで発現することが判明した。刀鍛冶の里で炭治郎は禰豆子の「爆血」を日輪刀に纏わせることで擬似的に再現した。
中でも縁壱の赫刀は別格で、「日の呼吸　拾参ノ型」による斬撃で無惨の再生能力を阻害するだけに留まらず、その後数百年の長きにも渡って陽光のように無惨の細胞を灼き続けた。
藤の花の家紋の家（ふじのはなのかもんのいえ）
かつて鬼殺隊によって救われた者達が、鬼殺隊員に無償で尽くしてくれる民間施設。
その尽力は傷の治療に留まらず、食事・宿泊・隊服の洗濯及び修復などありとあらゆる世話をし、依頼をすれば次の任務に必要な物資の用意や準備の手伝い等もしてくれる。隊員が任務に赴く際は、切り火をして隊員の武運を祈る。

### 鬼関連
鬼（おに）
鬼舞辻󠄀無惨を始祖とし、人を主食とする存在。
人間の体内に無惨の血が入り込むと、人を喰う鬼に変貌する。飢餓状態に陥るとさらに凶暴化し、肉親さえ喰い殺す。通常は人間であったころの記憶は曖昧になり、本能が剥き出しになるとされるが、人間のころの記憶が鮮明に残っている者も存在する。例外として、珠世と愈史郎の様に人としての自我と記憶を完全に保ちながら少量の血を飲むだけで理性を保てる者や禰豆子の様に人の血肉を喰らう代わりに眠る事で回復する者もいる。驚異的な身体能力を持ち、首や手足が千切れたり斬り落とされても即座に再生する。病や老いで死ぬこともないが、直射日光を浴びるか日輪刀で頸を斬られると塵となり消滅する。さらに消滅する直前に、人間のころの記憶が走馬灯のように蘇る事が多い。
集団で反乱を起こさぬよう、共食いの習性を意図的に与えられており、基本的に群れることはない。
また、藤の花を嫌う習性があり、鬼殺隊にはしのぶのように、藤の花から抽出した毒を用いる剣士がいる。最終選別の会場である藤襲山には、鬼殺隊員が生け捕りにした鬼達が逃げない様に、山の麓から中腹に掛けて藤の花が結界のように一年中狂い咲いており、自力で出ることは不可能である。
基本的に人を多く食べた鬼ほど強くなり、「血鬼術（けっきじゅつ）」という特殊な異能を発揮できるようにもなる。また、肉体の形状を変貌させ、異形の外見となっていく。
無惨は鬼たちに「呪い」をかけており、特に下級の鬼が彼の名を口にすることで発動し、その者を始末して口封じを行う。
血鬼術（けっきじゅつ）
鬼が持つ不死性や怪力とは別に各個に発現する、超常的な現象をも引き起こす特殊な異能の力であり、鬼が自身の血等を消費する事で発動できる。
人を多く喰った鬼や十二鬼月など一定以上の実力を備えた鬼達に発現し、血鬼術が発現した鬼は「異能の鬼」と呼ばれる。能力は一人に一つとは限らず複数の能力が発現する事もあり、血などを媒介にして他の鬼に能力を分け与える事ができる者もいる。ただし、使用には自身の血を消費する為再生力も共に低下してしまうが、人間を喰らうことで回復出来る。例外として、禰󠄀豆子は人の血肉を喰らうこと無く自身の意思の力で覚醒させ、眠る事によって回復する。
能力は、人間時代の未練や拘り・願望が強く反映される場合もあり、鬼の深層意識に深い関わりがある。
十二鬼月（じゅうにきづき）
鬼舞辻󠄀無惨直属の十二人の強い鬼たち。江戸時代に無惨が作った幹部十二枠で弦月に喩えられた名称。ほかの鬼に比べて再生力、実力が格段に高く非常に強い。
「上弦」6人と「下弦」6人で分かれ、それぞれ「壱から陸の6つの数字」で位付けされる。
上弦・下弦の間で実力の差がかなり大きい。上弦6人は過去100年以上顔ぶれに変化は一切無い上に、柱を多く葬っているのに対して、下弦は鬼殺隊員(特に柱)に倒されたり、無惨に成長が見込めないと判断されて数字を剥奪されることもあるため入れ替わりが激しい。那田蜘蛛山にて下弦の伍である累が敗北したことから、遂に「下弦」は存在自体を見限られ、全員無限城に召集され下弦の壱以外無惨に粛清される。
そして、上弦の鬼達は無惨の血が他の鬼よりかなり濃く与えられている為、完全ではないが無惨同様の鬼の生成能力がある。しかし、日の呼吸の使い手に追い詰められると血の中にある無惨の細胞に刻まれた耳飾りの剣士に追い詰められた時の記憶が蘇ることがある。
遊郭編で天元たちが上弦の陸を倒したが、上弦が倒されたのは113年ぶりのことだった。
異空間・無限城（いくうかんむげんじょう）
無惨や十二鬼月（主に上弦）の本拠地にして鬼達の隠れ家。十二鬼月とは別の枠組みである鳴女が自身の血鬼術で操る異空間であり、彼女が演奏する琵琶の音色に合わせて内部の空間・構造・地形はまるで生き物であるかのように変化する。城内は空間が歪み、上下左右や重力の概念が無茶苦茶な状態となった奇怪な空間となっている。
上下の概念や内部構造を自在にコントロールするだけでなく、特定の他者を城の任意の場所に移動させることが可能。鳴女が生きている限り、鬼殺隊の隊士達は合流することは難しくなってしまう上、城内には時間問わず太陽光が差し込まないため非常に不利な戦いを強いられることとなる
青い彼岸花（あおいひがんばな）
無惨が上弦たちに捜索させている謎の物。これを飲んだ鬼は日の下にいても死なないとされている。任務の重要度も鬼殺隊の殲滅、産屋敷家邸宅の捜索などに並ぶ最重要事項にされている。平安時代にまだ人間だった頃の無惨に、ある医者が処方した薬に含まれていた物とされる。
実は伊之助が住んでいた山に群生していた幻の彼岸花で、昼間に咲いて夜に枯れる珍しい性質を持っている為、鬼達が入手するのは不可能とされていた。最終話で伊之助の子孫が発見するも、誤って除草剤を蒔いてしまい全て枯らしてしまう。しかしそれにより、新たな鬼が生まれる事は無くなった。
稀血（まれち）
文字通り、稀少な血の持ち主のこと。鬼にとって稀血は御馳走であり、稀血の人間一人で常人を数十人数百人喰らうのと同等の高い栄養を得ることができるという。その血が鬼に与える影響は個々によっては異なる。
鬼の王（おにのおう）
鬼殺隊に敗れ消滅寸前の無惨が残る力と「鬼狩りを殲滅する」という己の想いを炭治郎に全て注ぎ込むことによって誕生した新たな鬼。鬼の再生力は元より背中から生える管や口から発生する衝撃波など無惨の能力の一部を受け継いでおり、弱点であるはずの日光をも僅かな時間に克服した。しかし、鬼殺隊と禰󠄀豆子の尽力により鬼を人間に戻す薬が投与され、炭治郎が自我を取り戻し人間に戻ったことにより消滅した。

## スピンオフ
鬼滅の刃 しあわせの花
矢島綾による小説版。刊行はジャンプ ジェイ ブックスから2019年2月4日発売。原作では未公開だった設定、人物の名前などが判明する。
鬼滅の刃 片羽の蝶
矢島綾による小説版第2弾。刊行はジャンプ ジェイ ブックスから2019年10月4日発売。
鬼滅の刃 風の道しるべ
矢島綾による小説版第3弾。刊行はジャンプ ジェイ ブックスから2020年7月3日発売。
きめつのあいま!
作者は平野稜二。少年ジャンプ+で2019年4月7日から9月28日までWEBで連載された。全26話。フルカラーの1ページ、4コマ＆縦の1コマ、二頭身デフォルメでのギャグという形式。テレビアニメと連動した企画であり、土曜の23時30分の放送後の日曜0時に、当該話に関連した内容で更新されるという形態になっている。
冨岡義勇外伝
作者は平野稜二。週刊少年ジャンプの2019年18号と19号に掲載。前編45ページと後編31ページ。
煉󠄁獄杏寿郎 外伝
作者は平野稜二。週刊少年ジャンプの2020年45号と46号に掲載。
キメツ学園!
帆上夏希による漫画版。最強ジャンプで2021年9月号から2024年4月号まで連載。『劇場版 鬼滅の刃 無限城編』の公開を記念して、同誌2025年9月号にも特別編を掲載。

## 反響・評価

### 人気
本作は2019年4月のアニメ化を機に「社会現象」と呼ばれるほどのブームを巻き起こした。元々はアニメの放送が始まるまでは300万部ほどの発行部数だったが、2019年4月にアニメの放送開始以降、検索数や累計発行部数が徐々に伸び始め、あわせてTwitterでも関連ワードがトレンド入りをする機会が増えるなど徐々に人気が高まっていき、そして2019年8月10日に放送された第19話「ヒノカミ」が世界中でトレンド入りするほどの反響を巻き起こした。その反響は本作だけでなく制作スタジオであるufotableの名も世に知らしめることになった。原作者の吾峠呼世晴もアニメ公式サイトに「作画、演出、音楽、全てが凄すぎて作者もボロ泣きしました」「一生懸命漫画を描いて本当に良かったです」と最大級の賛辞を寄せている。
2019年9月にアニメの放送が終了したが、終了後も人気が衰えず、その理由をホットリンクのTwitter上のデータ調査ではアニメ1期終了後から少年ジャンプ+の定期購読促進のための舞台版のチケット情報、スピンオフ、画集、プレゼント企画など関連コンテンツ展開によりライト層、コア層ともに心をつかんだと分析した。
2020年の年明け以降から同年5月の原作完結にかけてさらなる盛り上がりをみせている。スマホゲームやコンビニ、飲食店、アミューズメント施設や各種企業・メーカーとのコラボが益々増加し、アニメや漫画に関係のない一般雑誌や新聞記事で、本作が取り上げられる機会が増加した。「ViVi」や「セブンティーン」といったファッション誌から、「週刊女性PRIME」や「週刊朝日」、「FLASH」や「AERA dot.」といった週刊誌、「日経トレンディ」など、幅広いジャンルの一般誌で本作が取り上げられた。
2020年5月18日発売の『週刊少年ジャンプ』24号で最終回を迎え、約4年3ヶ月の連載に幕を下ろした。社会現象化している作品ということもあって、早朝から『鬼滅完結』がツイッターで日本トレンド1位になるほどの盛り上がりを見せ、各地で『ジャンプ』の完売報告があがっている。2020年12月4日には最終巻となる23巻の発売を記念し、全国紙の朝日新聞、読売新聞、毎日新聞、産経新聞、日本経済新聞の5紙に本作のキャラクター15人が1人1面いっぱいに、各紙3人ずつ登場し、早朝には各地で売り切れが続出するほどの反響となった。
2020年に「オリコン・モニターリサーチ」が会員の10代から60代の男女3,848名に、本作についての意識調査を実施し、認知率についての質問では、「内容もよく知っている」が全体の40.5％、「名前を知っている」が57.3％と、合計で97.8％が本作を知っている結果となった。

### 受賞・ノミネート
アニメに関する受賞歴は「鬼滅の刃 (アニメ)#受賞歴」を参照
ウェブ上で流行した言葉を決めるドワンゴ・ピクシブによる2019年度の「ネット流行語100」では、本作に関する言葉が多くノミネートした。pixivに投稿された作品に付けられたタグのうち、2018年と比較して最も多かった単語を選出するpixiv賞に「鬼滅の刃」が選出され、トップ20単語賞にも「我妻善逸」（2位）、「鬼滅の刃」（4位）、「竈門炭治郎」（8位）、「柱（鬼滅の刃）」（9位）、「十二鬼月」（13位）、「胡蝶しのぶ」（17位）がランクインした。2020年度もノミネート100単語中19単語が本作関連の言葉という多さで、「鬼舞辻󠄀無惨」が年間大賞を受賞した。ほか、トップ20単語賞に「煉󠄁獄杏寿郎」（3位）、「鬼の王」（4位）、「竈門禰󠄀豆子」（9位）、「継国縁壱」（11位）、「上弦の鬼」（14位）がランクインした。
2020年11月に第2回野間出版文化賞を受賞。同年12月1日発表の2020ユーキャン新語・流行語大賞で「鬼滅の刃」がトップ10に選出された。同日発表のガジェット通信によるネット流行語大賞2020では「鬼滅の刃」が金賞に輝き、アニメ流行語大賞2020では金賞「◯◯の呼吸」、銀賞「全集中」、銅賞「煉獄さん200億の男」と上位3ワード全て本作関連のワードが席捲する事態となった。同年12月9日に発表されたYahoo!JAPAN「Yahoo!検索大賞2020」ではアニメ部門に「鬼滅の刃」、映画部門に「劇場版「鬼滅の刃」無限列車篇」、声優部門に主人公・竈門炭治郎役の「花江夏樹」が選出された。「鬼滅の刃」は2019年に続き2年連続の授賞となり、検索数も前年以上となった。
2021年3月には、芸術選奨文部科学大臣新人賞（2020年度、メディア芸術部門）を受賞、同年4月に25回手塚治虫文化賞の特別賞を受賞し、7月には第50回日本漫画家協会賞コミック部門で大賞を受賞した。
那田蜘蛛山編に登場し、下弦の伍・累に刻まれた剣士について、原作では4ページ、テレビアニメでは約40秒という短い登場でありながら、SNS上では「サイコロステーキ先輩」という呼称で話題となり、2020年10月17日・2021年9月19日にフジテレビ系にて那田蜘蛛山編の特別編集版が放送された際にはTwitterのトレンド上位となっていた。また人気キャラクター投票では第1回投票では10票で46位だったが、第2回投票では223票を集め35位に入った。また前述の「ネット流行語100 2020」では「サイコロステーキ先輩」が13位にランクインした。

### 売上

#### 単行本
| 単行本初版発行部数     | 単行本初版発行部数      |
| ---------------------- | ----------------------- |
| 18巻                   | 100万部                 |
| 19巻                   | 150万部                 |
| 20巻                   | 280万部                 |
| 21巻                   | 300万部                 |
| 22巻                   | 370万部                 |
| 23巻                   | 395万部                 |
| 単行本週間売上         |                         |
| 19巻                   | 137.8万部               |
| 20巻                   | 199万部（限定版込み）   |
| 21巻                   | 204.1万部（限定版込み） |
| 22巻                   | 220.5万部（限定版込み） |
| 23巻                   | 343.1万部（限定版込み） |
| オリコン年間売上       |                         |
| 2019年                 | 1205.8万部              |
| 2020年                 | 8234.5万部              |
| 2021年                 | 2951.1万部              |
| 国内累計発行部数の推移 |                         |
| 2019年2月              | 350万部                 |
| 2019年9月              | 1000万部                |
| 2019年9月              | 1200万部                |
| 2019年10月             | 1600万部                |
| 2019年11月             | 2000万部                |
| 2019年11月             | 2500万部                |
| 2020年1月              | 4000万部                |
| 2020年5月              | 6000万部                |
| 2020年6月              | 8000万部                |
| 2020年9月              | 1億部                   |
| 2020年11月             | 1億2000万部             |
| 2021年2月              | 1億5000万部             |

単行本の国内累計発行部数は2021年2月時点で1億5000万部（電子版含む）を記録している。全世界での累計発行部数は2025年7月時点で2億2000万部を記録している。
アニメが放送される前の2019年3月時点で累計発行部数は450万部だったが、アニメ放送開始後人気が高まり、発行部数は爆発的な伸びを見せ、2019年9月29日時点で1200万部を超え、アニメ放送期間中に累計発行部数を750万部伸ばした。放送終了後も勢いが衰えず2019年11月時点で2500万部を記録し、『オリコン年間コミックランキング 2019』で期間内の売上が1205.8万部を記録し第1位となり、『2019年集英社本ランキング』では1080万部を記録し第2位となった。
2020年以降もさらに売上を伸ばしており、2020年2月10日付の週間オリコンランキングで1位から10位までを本作が独占するオリコン史上初の記録を達成し、第22巻で初版370万部を刷り上げ、これにより累計発行部数は1億部の大台を突破した。連載開始から4年での1億部到達は「史上最速の1億部突破」である。
2020年10月に公開された『劇場版 鬼滅の刃 無限列車編』が大ヒットを記録し、漫画の売上もさらに爆発的に伸び、2020年オリコン年間本ランキングで本作が1位から22位までを独占する史上初の快挙を達成。2020年作品別年間売上で8234.5万部を売上、歴代1位の売上を記録した。最終巻である第23巻の初版発行部数は395万部を記録し、シリーズ累計発行部数は1億2000万部（電子版含む）を突破した。

#### 記録
- 週間初動売上343.1万部（歴代1位）[226]。
- 作品別年間売上8234.5万部（歴代1位）[23]。
- 作品別上半期売上4529.7万部（歴代1位）[243]。
- 史上最速1億部達成（4年・22巻）[242]。
- 第23巻累計売上517.1万部（歴代1位）[244]。
- オリコン週間本ランキング史上初「単巻の累積売上部数500万部突破」[245]。
- オリコン週間本ランキング史上初「1位～10位を独占」[246]。
- オリコン年間本ランキング史上初「1位～22位を独占」[247]。

#### 小説
小説版『しあわせの花』『片羽の蝶』は2020年2月19日の重版を以て累計発行部数は116万部を記録し、レーベル史上最速の100万部突破となった。人気の理由は本編で描かれていない話が吾峠によるイラスト付きで読めるからだという。2020年7月時点で小説版シリーズの累計発行部数は280万部を突破している。

#### 関連本の売上
- 『鬼滅の刃 外伝』は、『週刊少年ジャンプ』のスピンオフ作品史上初となる初版100万部を記録[250]。2021年11月時点で累計売上237.4万部を記録している[244]。
- 『鬼滅の刃公式ファンブック 鬼殺隊見聞録・弐』は、2021年11月で累計売上170万部を記録している[244]。
- 『鬼滅の刃 塗絵帳』シリーズの累計発行部数は2021年10月時点で143万部を突破している[251]。
- 『鬼滅の刃 ノベライズ』は、2023年7月時点でシリーズ累計発行部数は136万部を突破している[252]。
- 『『鬼滅の刃』吾峠呼世晴画集 -幾星霜-』は、2021年11月時点で累計売上49.1万部を記録している[253]。

#### ゲーム
2021年10月に発売された『鬼滅の刃 ヒノカミ血風譚』は、2024年12月時点で全世界累計出荷本数400万本を突破している。
2020年頃に本作の人気が爆発的に高まっていたとき、ゲーム業界にも本作は旋風を巻き起こしており、2020年に『鬼滅の刃』とコラボした『モンスターストライク』、『白猫プロジェクト』、『パズル&ドラゴンズ』、『グランブルーファンタジー』などのアプリゲームは日間平均利用者数が急拡大している。

### 批評・読者層
ジャーナリストの数土直志は、作品の人気が沸騰した理由として以下の4点をあげた。1点目はアニメ化で、緻密な作画や残酷描写など、万人受けする作風ではなかった原作に対し、シンプルな作画で躍動感を出したアニメが、作品へのハードルを下げてヒットに貢献したこと。2点目は読者層の厚さで、電子コミックの決済手段を持たない小学生がコミックスを買い集める一方、キャラクターの魅力がヤングアダルト層（13〜19歳）の男女を惹きつけたこと。3点目は物語の魅力である。鬼と鬼殺隊の対立関係という単純明快な構図に加え、複数の隊に分かれた鬼殺隊は、柱と隊員の間で友情やライバル、先輩後輩などの関係により色々な設定を作ることが可能で、これは『聖闘士星矢』や宝塚歌劇団にも共通するシステムであると述べている。4点目はコミックスの品切れで、2019年秋以降、急速に売り上げが伸びたためにコミックスの供給が追い付かない、という事態がインターネット上で話題となり、それまで関心を持たなかった層の興味を引いたことである。
創価大講師の森下達は「和風」の要素に着目し、作品の掲載紙である週刊少年ジャンプでは、『るろうに剣心』『銀魂』などの人気作に先例があったことを指摘した。さらに時代設定を大正としたことにより、大正デモクラシーやモダニズムといったハイカラな雰囲気の魅力と、戦争や動乱といった史実に振り回されることのない時代が、ファンタジーものの舞台に向いていたとしている。その上で、鬼殺隊も鬼もそれぞれに事情を抱えていること、しかし人を食うことを選んだ鬼に対しては、理解を示しつつも悪と断じる健全性があり、主人公の姿勢がぶれないことに安心感があると分析した。また、女性人気という視点においてはゲーム『刀剣乱舞』に通じる洋服と刀の組み合わせというファッションの魅力、主人公の炭治郎とヒロイン禰󠄀豆子が恋人ではなく兄妹であるため、二人ながら安心して応援できる存在である点をあげている。
ファンには小中学生の男女も多いが、ブームを牽引したのは10代から40代の女性であり、TSUTAYAではアニメ放送前は男性の購入者が多かったが放送中から女性が急増、理由として日経MJの調査では過去のジャンプ作品と違い男女ともに強く戦いの場に出ることや、そこで一見弱く思えるような人に助けてもらえるシーンの熱さが社会人に身につまされたり、鬼舞辻󠄀無惨が十二鬼月の下弦を粛清するシーンが「パワハラ会議」の通称で話題になったが反面教師として学びがあったなど、王道もありながら現代のビジネスパーソンたる女性の心をとらえた。
批評家の石岡良治は、近年人気の『進撃の巨人』『東京喰種トーキョーグール』『亜人』のような人間を喰らう敵との戦いだが、やや残虐さもあるものの、敵側の事情を描くことにより女性や子供が苦手なグロテスクさは抑えられている。必殺技の描写はジャンプの王道であるバトル作品に通じ、外連味溢れる大ゴマが魅力の1つとなっている。洋と和の雰囲気を合わせて近代の闇を描いたことや、泉鏡花の作品を思わせる幻想的な近代日本の舞台設定での、華麗なビジュアルによる展開で人気が出た、とみており、昔のジャンプ作品のように展開が早く、キャラがよく死んでいくのも若年層に新鮮に映った可能性をあげた。
アニメコラムニストの小新井涼は、魅力的なキャラやアニメの豪華声優陣といった要素もあるが、それが刺さらない層にも家族愛、泥臭い修行や成長、迫力の剣劇や無慈悲な命のやり取りといった万人受けする魅力がある。そのため年齢性別、漫画やアニメへの興味など関係なしに勧めることができ、勧められた側も手を出しやすい。こうして興味を持ってくれそうな普遍的な要素をとっかかりとして"布教"され、人気が広まったと考えている。
国会においても、2020年11月2日の衆議院予算委員会で、江田憲司の質問に対して総理大臣・菅義偉は「『全集中の呼吸』で答弁させていただきます」と発言した。また、11月4日の同委員会でも辻元清美が無惨のセリフを引用して政権の姿勢を批判した。
週刊少年ジャンプで掲載されていたことなどから読者の裾野が広いこともあり、本作やそのファンに否定的な者も一部では存在する。例えば、作者の吾峠が女性であると報じられると波紋を呼び、「幻滅」「ガッカリした」といった声が挙がった。こうした「軽口」は「女性蔑視」や「ミソジニー」がSNSによって表出されたものではないかと指摘されており、特に一昔前は、作者が女性というだけで拒絶する者も存在したため、ペンネームを男性名にする女性漫画家も多かったという。

### 海外での人気
アメリカ合衆国
アメリカではVIZ Mediaより、翻訳版が出版されており、アニメの配信や、映画の公開を機に人気が高まり、2021年5月時点で累計発行部数400万部を記録している。その後も2021年に年間売上158万6009部、2022年に年間売上184万9850部、2023年に年間売上85万6045部を記録している。
 フランス
フランスではパニーニ社より、翻訳版が出版されており、2024年時点で累計発行部数700万部を記録している。
 ドイツ
ドイツではマンガ・カルト社より、翻訳版が出版されており、2023年7月時点で累計発行部数125万部を記録している。
 韓国
韓国では第23巻が2021年4月第3週の総合ベストセラーランキングで1位になった。漫画作品が韓国で総合1位に輝くのは2014年以来の快挙である。その後も発売から4週連続で1位を維持している。
 中国
中国では動画配信サイトのbilibiliで本作のアニメが配信されており、2024年7月時点で10億回の再生数を記録している。
 中華民国
台湾ではアニメ第1期『竈門炭治郎 立志編』の第19話を機に台湾で本作の人気に火が付き、アニメ、映画、原作漫画と大ヒットを記録している。
 タイ
タイでは首都バンコクの高架鉄道で、本作のキャラクターがデザインされた「鬼滅車両」が走行しており人気を集めている。同国では、タイで展開する無料動画サービス「LINE TV」で、2020年12月に本作のアニメが最も視聴された作品となっている。

### 観光

#### 竈門神社
正確な関係性は吾峠や集英社側から明かされおらず、また作中にも描かれてはいないが、主人公の竈門炭治郎の姓と同じなどの共通点から次の三つの「竈門神社」を中心に全国の「竈門神社（竈神社）」が鬼滅の刃の聖地と話題を集め、参拝者が急増している。
- 宝満宮竈門神社（福岡県太宰府市）[280][281]
- 八幡竈門神社（大分県別府市）[282][283]
- 溝口竈門神社（福岡県筑後市）[284]

- 全国の竈門神社（竈神社）[285][286][287][288][289][290]

#### 観光スポット
全国で、登場人物の名前や見た目、動物や世界観などが関連付けられている場所が話題となっている。
- 鬼舞辻󠄀無惨の本拠地「無限城」に似たロビーがある芦ノ牧温泉・大川荘[292]
- 炭治郎が狭霧山の修行で斬った大岩と似た岩[293][294][295][296][297][298][299][300][301][302][303][304]
- 劇場版に登場する車両と同じ形式や「無限」の装飾をした蒸気機関車[305][306][307][308][309][310][311][312][313][314][315]

- 人物名や世界観を想起する場所[316][317][318][319][320][321][322][323][324][325]

この他、宮城県塩竈市の公式サイト内で「竈」の書き順を解説している「『竈』の字について」のページへのアクセス数が、主人公・竈門炭治郎にも使われている難字であることから劇場版公開時より急増している。同市の市民安全課では「塩竈市の竈の字の書き方」という印刷物も配布しており、こちらも俄かに注目を集めた。

## 書誌情報

### 漫画

#### 本編
コミックスには本編に加えて、おまけラフ「大正コソコソ」、ジャンプGIGA掲載の出張4コマ漫画、巻末のおまけ「中高一貫!!キメツ学園物語」などが収録されている。
|     | 副題               | 発行日（発売日）         | ISBN                                          |
| --- | ------------------ | ------------------------ | --------------------------------------------- |
| 1.  | 残酷               | 2016年6月8日（6月3日）   | 978-4-08-880723-2                             |
| 2.  | お前が             | 2016年8月9日（8月4日）   | 978-4-08-880755-3                             |
| 3.  | 己を鼓舞せよ       | 2016年10月9日（10月4日） | 978-4-08-880795-9                             |
| 4.  | 強靭な刃           | 2016年12月7日（12月2日） | 978-4-08-880826-0                             |
| 5.  | 地獄へ             | 2017年3月8日（3月3日）   | 978-4-08-881026-3                             |
| 6.  | 鬼殺隊柱合裁判     | 2017年5月7日（5月2日）   | 978-4-08-881076-8                             |
| 7.  | 狭所の攻防         | 2017年8月9日（8月4日）   | 978-4-08-881193-2                             |
| 8.  | 上弦の力・柱の力   | 2017年10月9日（10月4日） | 978-4-08-881212-0                             |
| 9.  | 遊郭潜入大作戦     | 2017年12月9日（12月4日） | 978-4-08-881283-0                             |
| 10. | 人間と鬼           | 2018年3月7日（3月2日）   | 978-4-08-881355-4                             |
| 11. | 混戦               | 2018年6月9日（6月4日）   | 978-4-08-881399-8                             |
| 12. | 上弦集結           | 2018年8月8日（8月3日）   | 978-4-08-881540-4                             |
| 13. | 遷移変転           | 2018年11月7日（11月2日） | 978-4-08-881626-5                             |
| 14. | 無一郎の無         | 2019年1月9日（1月4日）   | 978-4-08-881695-1                             |
| 15. | 彼は誰時・朝ぼらけ | 2019年4月9日（4月4日）   | 978-4-08-881799-6                             |
| 16. | 不滅               | 2019年7月9日（7月4日）   | 978-4-08-881867-2                             |
| 17. | 受け継ぐ者たち     | 2019年10月9日（10月4日） | 978-4-08-882080-4                             |
| 18. | 懐古強襲           | 2019年12月9日（12月4日） | 978-4-08-882141-2                             |
| 19. | 蝶の羽ばたき       | 2020年2月9日（2月4日）   | 978-4-08-882204-4                             |
| 20. | 匪石之心が開く道   | 2020年5月18日（5月13日） | 978-4-08-882282-2 978-4-08-882306-5（特装版） |
| 21. | 古の記憶           | 2020年7月8日（7月3日）   | 978-4-08-882349-2 978-4-08-882363-8（特装版） |
| 22. | 廻る縁             | 2020年10月7日（10月2日） | 978-4-08-882424-6 978-4-08-908381-9（特装版） |
| 23. | 幾星霜を煌めく命   | 2020年12月9日（12月4日） | 978-4-08-882495-6 978-4-08-908379-6（特装版） |

#### 外伝
外伝2編に加えて、「きめつのあいま！」も収録されている。
- 平野稜二（漫画）・吾峠呼世晴（原作）『鬼滅の刃 外伝』集英社〈ジャンプ・コミックス〉、2020年12月4日発売[集 28]、ISBN 978-4-08-882521-2

#### スピンオフ
- 帆上夏希『キメツ学園！』集英社〈ジャンプ・コミックス〉、既刊6巻（2024年4月4日現在）
  1. 「キメツ学園は遅刻厳禁」 2022年1月4日発売[集 29]、ISBN 978-4-08-882888-6
  2. 「キメツ学園ナイトツアー」 2022年7月4日発売[集 30]、ISBN 978-4-08-883188-6
  3. 「蝶飾りのゆくえ」 2022年12月2日発売[集 31]、ISBN 978-4-08-883390-3
  4. 「こんがり鮭マヨチーズパン」 2023年7月4日発売[集 32]、ISBN 978-4-08-883609-6
  5. 「炎上注意!? 道場を救え！」 2023年12月4日発売[集 33]、ISBN 978-4-08-883835-9
  6. 「キメツ学園最強文化祭！」 2024年4月4日発売[集 34]、ISBN 978-4-08-884064-2

### 小説
- 吾峠呼世晴（原作）・矢島綾（小説）『鬼滅の刃』（スピンオフ短編集）、集英社〈JUMP j BOOKS〉 
  - 『鬼滅の刃 しあわせの花』 2019年2月4日発売[集 35]、ISBN 978-4-08-703473-8
  - 『鬼滅の刃 片羽の蝶』 2019年10月4日発売[集 36]、ISBN 978-4-08-703485-1
  - 『鬼滅の刃 風の道しるべ』 2020年7月3日発売[集 37]、ISBN 978-4-08-703498-1
- 吾峠呼世晴（原作・絵）・松田朱夏（小説）『鬼滅の刃 ノベライズ』[注釈 10]、集英社〈集英社みらい文庫〉
  - 『鬼滅の刃 ノベライズ 〜炭治郎と禰󠄀豆子、運命のはじまり編〜』 2020年6月26日発売[集 38]、ISBN 978-4-08-321585-8
  - 『鬼滅の刃 ノベライズ 〜きょうだいの絆と鬼殺隊編〜』 2020年7月17日発売[集 39]、ISBN 978-4-08-321595-7
  - 『鬼滅の刃 ノベライズ 〜遊郭潜入大作戦編〜』 2021年7月16日発売[集 40]、ISBN 978-4-08-321663-3
  - 『鬼滅の刃 ノベライズ 〜おそわれた刀鍛冶の里編〜』 2021年11月26日発売[集 41]、ISBN 978-4-08-321689-3
  - 『鬼滅の刃 ノベライズ 〜無限城突入! しのぶの想い編〜』 2022年3月18日発売[集 42]、ISBN 978-4-08-321713-5
  - 『鬼滅の刃 ノベライズ 〜猗窩座との戦いと伊之助の過去編〜』 2022年7月15日発売[集 43]、ISBN 978-4-08-321735-7
  - 『鬼滅の刃 ノベライズ 〜カナヲと無一郎! 命をかけた闘い編〜』 2022年11月25日発売[集 44]、ISBN 978-4-08-321753-1
  - 『鬼滅の刃 ノベライズ 〜最終決戦と禰󠄀豆子の目覚め編〜』 2023年3月17日発売[集 45]、ISBN 978-4-08-321774-6
  - 『鬼滅の刃 ノベライズ 〜死闘決着!炭治郎と鬼殺隊の未来編〜』2023年7月14日発売[集 46]、ISBN 978-4-08-321796-8

### 公式ファンブック
- 吾峠呼世晴『鬼滅の刃公式ファンブック 鬼殺隊見聞録』 2019年7月4日発売[集 47]、ISBN 978-4-08-882043-9
- 吾峠呼世晴『鬼滅の刃公式ファンブック 鬼殺隊見聞録・弐』 2021年2月4日発売[集 48]、ISBN 978-4-08-882567-0

### 公式画集
- 吾峠呼世晴『『鬼滅の刃』吾峠呼世晴画集 -幾星霜-』2021年2月4日発売[集 49]、ISBN 978-4-08-792587-6

### 塗絵帳
- 吾峠呼世晴『鬼滅の刃 塗絵帳 -蒼-』 2021年3月4日発売[集 50]、ISBN 978-4-08-790025-5
- 吾峠呼世晴『鬼滅の刃 塗絵帳 -紅-』 2021年3月4日発売[集 51]、ISBN 978-4-08-790026-2
- 吾峠呼世晴『鬼滅の刃 塗絵帳 -橙-』 2021年3月4日発売[集 52]、ISBN 978-4-08-790049-1
- 吾峠呼世晴『鬼滅の刃 塗絵帳 -藍-』 2021年3月4日発売[集 53]、ISBN 978-4-08-790050-7

## アニメ
アニメーション制作はufotable。
原作コミックス第1巻から第7巻の冒頭までの物語を映像化した第1期『竈門炭治郎 立志編』が、2019年4月から9月まで放送された。
テレビアニメ第1期『竈門炭治郎 立志編』の続編として原作コミックス第7巻および第8巻までの物語を映像化した劇場アニメ『劇場版「鬼滅の刃」無限列車編』が2020年10月16日に劇場公開された。
『劇場版「鬼滅の刃」無限列車編』で語られることがなかった「煉獄杏寿郎が無限列車へ乗り込むまでの道程」や未公開シーン、新規の次回予告が追加された『テレビアニメーション「鬼滅の刃」無限列車編』が2021年10月10日より全7話で放送された。
劇場アニメの続編として、『遊郭編』が2021年12月5日より2022年2月13日まで、フジテレビ系列・TOKYO MXほかにて放送された。
『刀鍛冶の里編』は2023年4月9日より6月18日まで、さらに『柱稽古編』は2024年5月12日より6月30日までフジテレビ系列にて放送された。
『柱稽古編』の続編で、16巻以降を映像化した劇場アニメ『劇場版「鬼滅の刃」無限城編』が三部作で公開されることが発表されている。『第一章 猗窩座再来』は2025年7月18日に公開された。

## ゲーム

### コンピュータゲーム
鬼滅の刃 ヒノカミ血風譚
2021年10月14日にアニプレックスから発売されたPlayStation 4/PlayStation 5/Steam/Xbox One/Xbox Series X/Xbox Series S用ゲーム。また、2022年6月9日にはNintendo Switch版が発売された。
鬼滅の刃 ヒノカミ血風譚2
2025年8月1日（Steam版は8月6日）にアニプレックスより発売予定のNintendo Switch/PlayStation 4/PlayStation 5/Steam/Xbox One/Xbox Series X/Xbox Series S用ゲーム。
鬼滅の刃 目指せ!最強隊士!
2024年4月25日にアニプレックスから発売されたNintendo Switch用ゲーム。オフラインおよびオンラインにて最大4人で遊べるボードゲーム。
鬼滅の刃 血風剣戟ロワイアル
アニプレックスから配信予定のスマートフォンゲーム。配信日未定。

### リアル謎解きゲーム
鬼滅の刃×リアル謎解きゲーム 玩具店に潜む鬼を討て!
2020年1月23日から6月28日にかけて国内アニメイト全店舗で謎解きキットが発売。「大正時代の玩具店」にアニメイトを見立てて、竈門炭治郎と共に任務達成を目指すというシナリオの元、謎を解き歩く。
持ち帰り謎として、謎解きクリアファイル『我妻善逸編　「恐怖!女学校の怪異を探れ!」』『嘴平伊之助編　「猪突猛進!森の王、帰る」』が同年2月に、謎解き柱として『冨岡義勇編　「人喰い鮭鬼を討て!」』『胡蝶しのぶ編　「鬼滅の隊士を救出せよ!」』が同年3月に発売されている。
鬼滅の刃×サンシャインシティ 〜全集中!太陽の都市伝説〜
2020年10月2日から11月23日まで、サンシャインシティとのコラボレーションとして開催。鬼殺隊によって討伐された鬼が遺した秘宝を求めて、遺跡を探索するというシナリオ。サンシャイン水族館・サンシャイン60展望台・アルパの3つの謎に分かれており、すべて解明すると最終試練に挑戦できる。
また、10月30日から12月10日まで、「オンライン太陽の都市伝説〜幻影の秘宝を探せ!〜」を実施。サンシャイン60展望台での展示をオンライン上で閲覧できるほか、オンライン展示会のみでの謎解きが楽しめる。
リアル脱出ゲーム×鬼滅の刃 鬼棲まう那田蜘蛛山からの脱出
2021年6月10日から11月28日まで、リアル脱出ゲームとのコラボレーションとして開催。参加キットはSCRAPファンクラブ先行販売で2021年5月24日から5月26日の期間販売開始になり、一般販売は5月27日から8月28日にリアル脱出ゲーム店舗とSCRAP GOODS SHOP（通販）で行われた、オンライン環境があればどこでもプレイ可能なリアル謎解きゲーム。鬼殺隊事後処理部隊「隠」の謎や暗号を解くのが得意な隊員として、那田蜘蛛山に潜む鬼との戦い方が書かれた文献を読み解き、現地で戦う炭治郎たちの手助けをするというシナリオ。
リアル脱出ゲーム×鬼滅の刃 無限列車さまよう悪夢からの脱出
2022年10月27日から2023年1月24日まで、リアル脱出ゲームとのコラボレーションとして開催。同じリアル脱出ゲームとのコラボでも、上述の「鬼棲まう那田蜘蛛山からの脱出」とは違い、新宿の東京ミステリーサーカスヒミツキチラボ大ホールを会場として開催された公演型のリアル謎解きゲーム。鬼殺隊の隊士として煉獄や炭治郎と協力し、乗客が攻撃を受ける前に鬼の頸を斬って、鬼に支配された無限列車を脱出するのを目的としたシナリオ。

## コラボレーション
JR九州では、劇場版『無限列車編』の公開に合わせ、特急「かもめ」・「ソニック」にて同作品のラッピング列車の運行を実施。また、「SL人吉」の蒸気機関車・客車を使用した特別仕様の臨時列車「SL鬼滅の刃」を熊本 - 博多間で運行された。
| ラッピング列車・「かもめ」 |  | ラッピング列車・「ソニック」 |  | SL鬼滅の刃 |
| ラッピング列車・「かもめ」 |  | ラッピング列車・「ソニック」 |  | SL鬼滅の刃 |

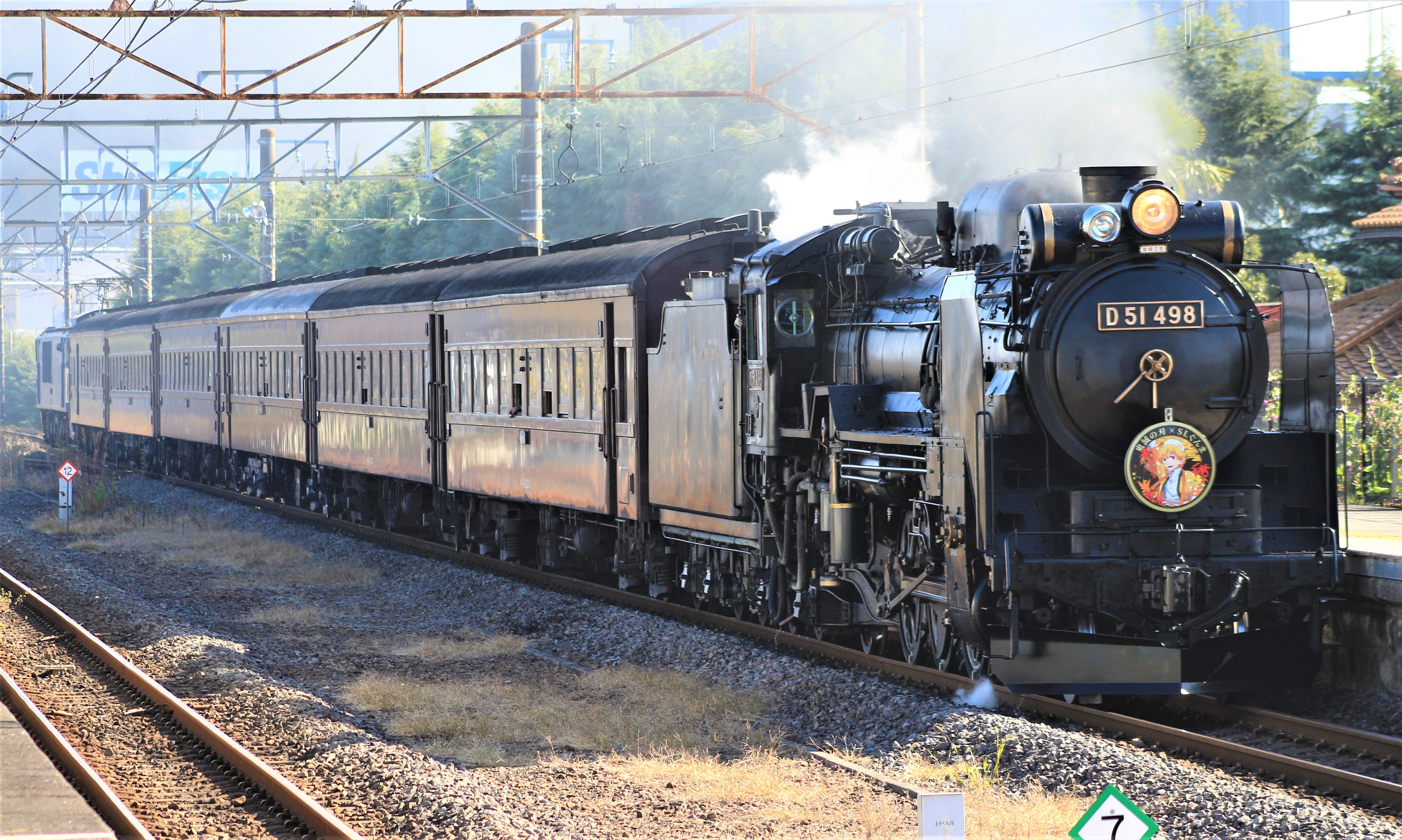
「SLぐんま よこかわ」無限列車特別仕様

同じく劇場版公開に合わせ、JR東日本と荻野屋とのコラボとして「鬼滅の刃×SLぐんま〜無限列車大作戦〜」が企画され、無限列車特別仕様の「SLぐんま よこかわ」の運行や「無限列車駅弁〜峠の釜めし 〜」の発売などが行われた。

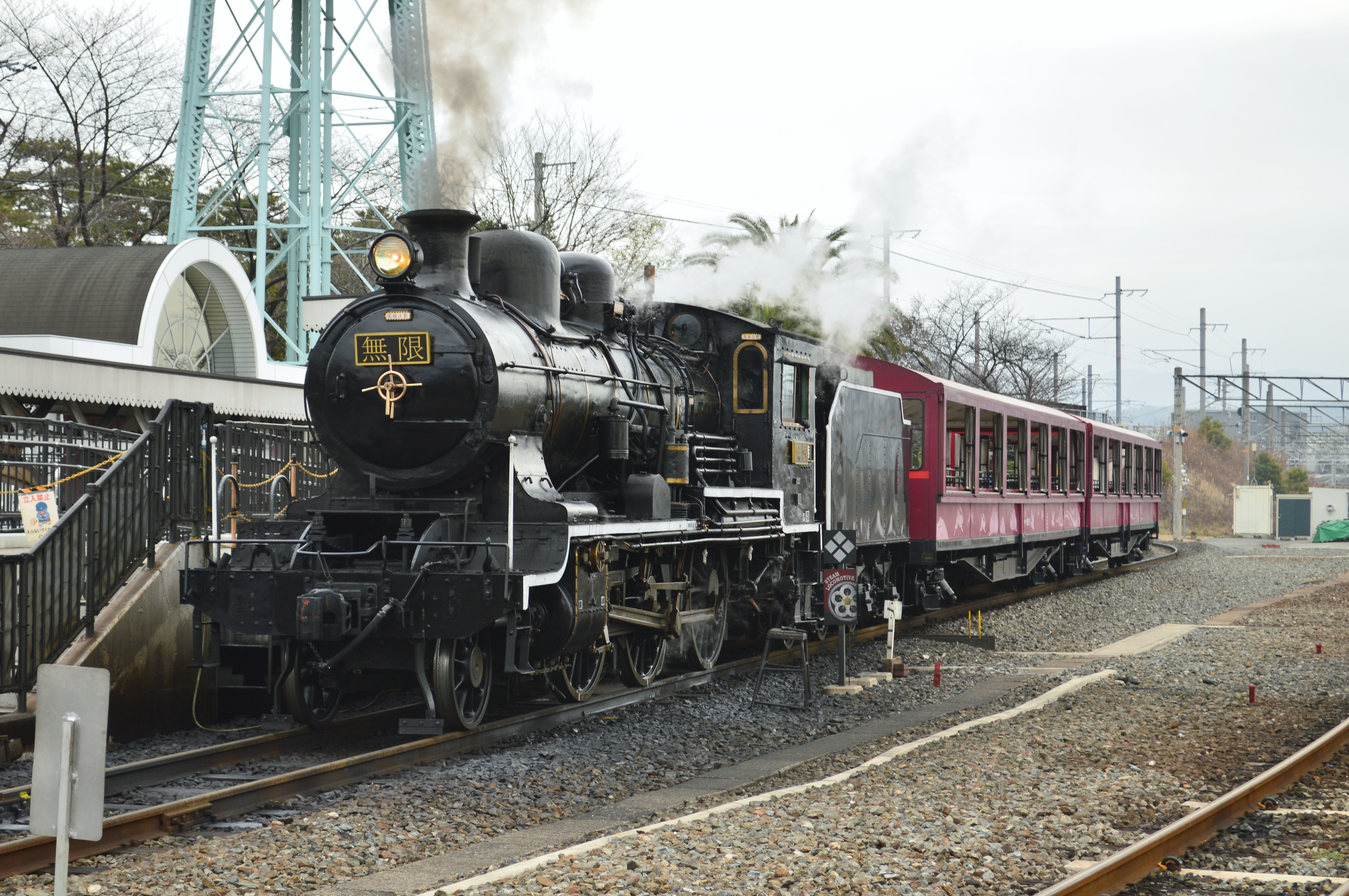
無限列車仕様の蒸気機関車（8620形8630号機）（京都鉄道博物館）

京都鉄道博物館、東映太秦映画村、嵐電とのコラボでは、「鬼滅の刃 京ノ御仕事」としてコラボ食品が発売された他、「無限」と記したプレートを装着した蒸気機関車が京都鉄道博物館で運行された。
ユニバーサル・スタジオ・ジャパンでは期間限定で「鬼滅の刃 XRライド」や「鬼滅の刃×ハリウッド・ドリーム・ザ・ライド」が運行された。2024年2月1日から2024年6月9日までの期間限定で、『鬼滅の刃 XRライド ～夢を駆ける無限列車～』が復活運行された。
全日本空輸とのコラボでは、ボーイング767-300ERやボーイング777-200ERの機体に炭治郎らキャラクターがデザインされた「鬼滅の刃じぇっと」が就航し、成田空港発着の遊覧飛行も行われた。
ベネッセコーポレーション「進研ゼミ小学講座」とのコラボでは、特製の漢字計算ドリルが全国の小学生を対象に無償提供された。

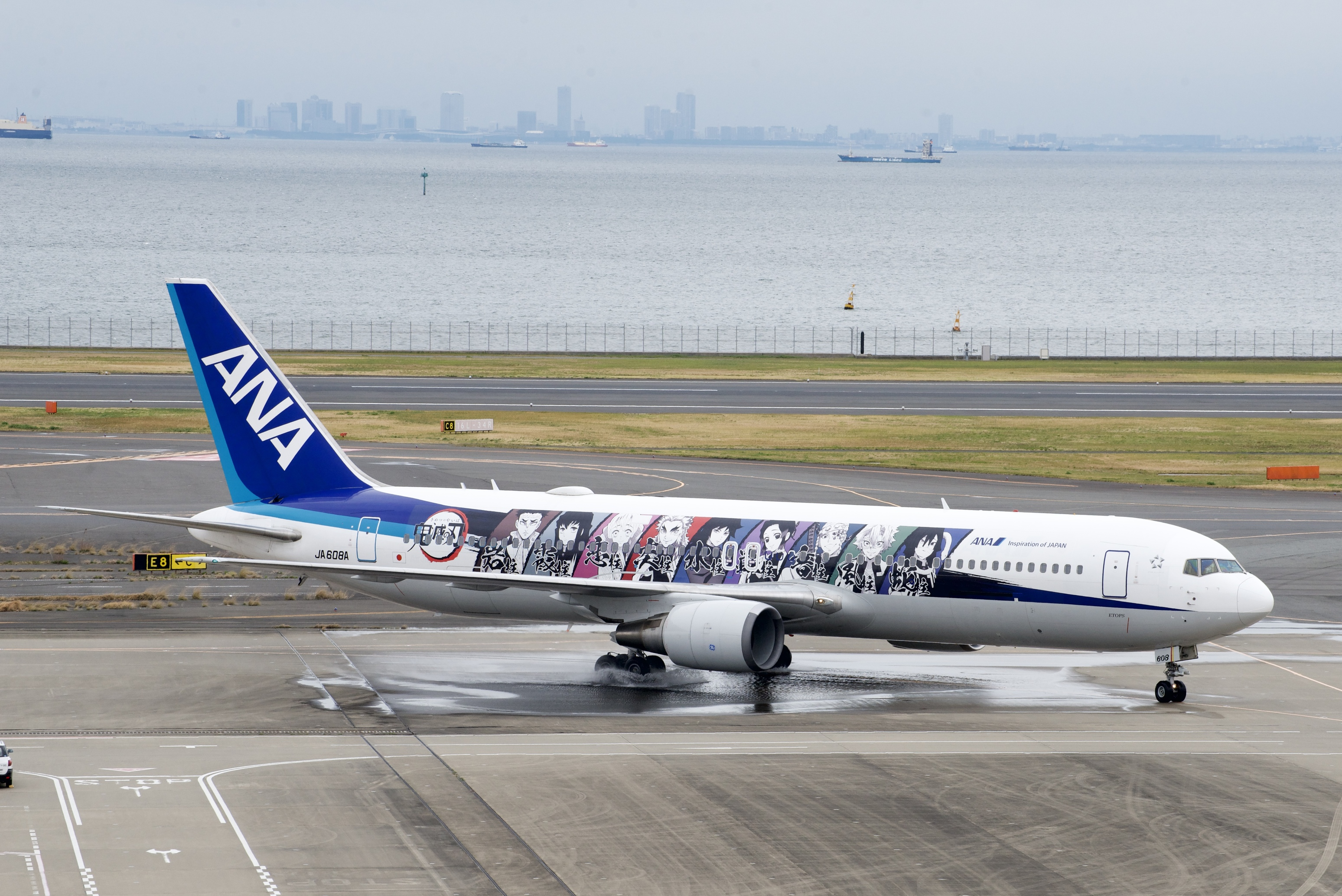
鬼滅の刃じぇっと―弐―。羽田空港にて。

その他、トミカやプラレールなどの玩具、ダイドーブレンド「鬼滅缶」や「鬼シゲキックス」やビックリマン「鬼滅の刃マンチョコ」などの飲料・菓子、ユニクロ「UT」やGUなどの衣類といった、様々な企業とのコラボが展開されている。
2024年7月19日から2025年1月5日までの期間、ユニバーサル・スタジオ・ジャパンに『鬼滅の刃 XRライド ～刀鍛冶の里を疾走せよ～』が開催され、2024年7月19日から10月7日まで『鬼滅の刃 柱稽古編×ハリウッド・ドリーム・ザ・ライド』【第一弾】、2024年10月8日から2025年1月5日まで【第二弾】が開催された。
2025年3月に日本で「MLB Tokyo Series presented by Guggenheim」の開催を記念して、本作とメジャーリーグベースボールとのコラボレーションムービーが公開された他、コラボ商品も発売。

## 展覧会
TVアニメ鬼滅の刃「全集中展」
各地でTVアニメ「鬼滅の刃」"竈門炭治郎 立志編"と劇場版「鬼滅の刃」無限列車編の展覧会。
- 大阪（2020年7月22日-8月3日）：大丸ミュージアム＜梅田＞
- 石川（2020年8月5日-8月17日）：香林坊大和
- 愛知（2020年8月19日-8月31日）：松坂屋名古屋店
- 宮城（2020年9月11日-9月27日）：仙台駅前イービーンズ
- 岡山（2020年9月30日-10月12日）：岡山天満屋（中止）
- 北海道（2020年10月17日-11月8日）：サッポロファクトリー3条館
- 宮崎（2020年11月16日-11月29日）：宮交シティ
- 福岡（2020年12月2日-12月14日）：博多阪急
- 兵庫（2020年12月17日-12月26日）：神戸阪急
- 静岡（2020年12月29日-2021年1月11日）：遠鉄百貨店
- 沖縄（2021年1月16日-2月2日）：PARCO CITY
- 香川（2021年2月9日-2月21日）：瓦町FLAG
- 新潟（2021年2月27日-3月17日）：新潟市マンガ・アニメ情報館
- 東京（2021年3月23日-4月5日）：松屋銀座

「TVアニメ『鬼滅の刃』×『京都南座　歌舞伎ノ舘』」
2020年11月6日－11月23日、京都・南座でキャラクター13人が歌舞伎の登場人物の衣装をまとったパネルを設置。
『鬼滅の刃』吾峠呼世晴原画展
全国を巡回する原画展。
- 東京（2021年10月26日-12月12日）：森アーツセンターギャラリー
- 大阪（2022年7月14日-9月4日）：グランフロント大阪
- 福岡（2022年12月16日-2023年2月19日）：福岡市博物館
- 名古屋（2023年3月25日-5月28日）：金山南ビル
- 仙台（2023年7月1日-8月27日）：TFUギャラリー ミニモリ
- 岡山（2023年12月15日-2024年2月18日）：岡山県立美術館
- 札幌（2024年4月19日-6月23日）：東1丁目劇場施設

TVアニメ鬼滅の刃「全集中展」無限列車編・遊郭編
アニメ「無限列車編」、「遊郭編」の展覧会。
- 東京（2022年4月20日-5月9日）：松屋銀座
- 福岡（2022年6月16日-7月4日）：博多阪急
- 北海道（2022年7月15日-8月7日）：サッポロファクトリー3条館
- 石川（2022年8月18日-9月5日）：香林坊大和
- 大阪（2022年9月28日-10月17日）：大丸ミュージアム＜梅田＞
- 宮城（2022年10月22日-11月13日）：仙台フォーラス
- 広島（2022年11月19日-12月6日）：福屋広島駅前店
- 愛知（2022年12月14日-12月30日）：松坂屋名古屋店
- 大分（2023年1月7日-1月22日）：ビーコンプラザ
- 香川（2023年2月11日-3月5日）：瓦町FLAG
- 兵庫（2023年3月15日-4月3日）：神戸阪急

TVアニメ鬼滅の刃「全集中展」刀鍛冶の里編・柱稽古編
アニメ「刀鍛冶の里編」、「柱稽古編」の展覧会。
- 東京（2024年7月18日-8月14日）：松屋銀座
- 大阪（2024年8月18日-9月9日）：大丸ミュージアム＜梅田＞
- 福岡（2024年9月13日-9月29日）：博多阪急
- 石川（2024年12月26日-2025年1月14日）：香林坊大和
- 愛地（2025年3月19日-4月7日）：松坂屋名古屋店
- 北海道（2025年4月19日-5月11日）：サッポロファクトリー3条館
- 鹿児島（2025年5月17日-6月10日）：ライカ南国ホール
- 静岡（2025年6月19日-7月6日）：えんてつホール
- 京都（2025年7月18日-8月17日）：京都文化博物館

アニメ「鬼滅の刃」 柱展 －そして無限城へ－
登場人物の「柱」にフォーカスした展覧会。
- 東京（2024年11月2日-2025年3月2日）：CREATIVE MUSEUM TOKYO
- 福岡（2025年4月24日-6月22日）：福岡市博物館

## 演劇

### 舞台版
2019年9月30日に舞台化を発表、2023年までに4作品が上演された。脚本・演出は末満健一、音楽は和田俊輔。初日や楽日を中心に全国の映画館でライブビューイング、DMM.comでライブ配信も実施される。

#### 公演概要
舞台『鬼滅の刃』
2020年1月18日 - 26日、天王洲 銀河劇場 / 1月31日 - 2月2日、AiiA 2.5 Theater Kobe
舞台『鬼滅の刃』其ノ弐 絆
2021年8月7日 - 15日、天王洲 銀河劇場 / 8月20日 - 22日、梅田芸術劇場 メインホール / 8月27日 - 31日、TACHIKAWA STAGE GARDEN
舞台『鬼滅の刃』其ノ参 無限夢列車
2022年9月10日 - 11日、TOKYO DOME CITY HALL / 9月16日 - 25日、京都劇場 / 10月15日 - 23日、TOKYO DOME CITY HALL
舞台『鬼滅の刃』其ノ肆 遊郭潜入
2023年11月14日 - 19日、メルパルクホール / 12月1日 - 10日、TOKYO DOME CITY HALL
11月12日に開幕予定であったが、舞台稽古に想定以上の時間を要したことで進行に遅れが生じ、中止となった。また、竈門炭治郎役の阪本奨悟が稽古中に負傷したため、一部シーンにてアンダースタディの伊東征哉が代役として出演し阪本は舞台袖から発声する一部演出の変更が生じた。
舞台『鬼滅の刃』 其ノ伍 襲撃 刀鍛冶の里
2025年4月11日 - 20日、天王洲 銀河劇場 / 4月25日 - 27日、AiiA 2.5 Theater Kobe
竈門炭治郎役の阪本奨悟が軽い頸椎椎間板ヘルニアを発症し一定期間の安静が必要との診断結果から降板し、憎珀天を演じる予定だった橋本祥平が交代した。この交代に伴い、憎珀天の役が糸川耀士郎、アンサンブルの1人が杉山巧光となった。

#### 映像作品
| タイトル                          | 発売日        | 規格品番           | 規格品番           |
| タイトル                          | 発売日        | BD                 | DVD                |
| --------------------------------- | ------------- | ------------------ | ------------------ |
| 舞台『鬼滅の刃』                  | 2020年7月22日 | ANZX-10175 - 10176 | ANZB-10175 - 10176 |
| 舞台『鬼滅の刃』其ノ弐 絆         | 2022年3月23日 | ANZX-10218 - 10219 | ANZB-10218 - 10219 |
| 舞台『鬼滅の刃』其ノ参 無限夢列車 | 2023年3月8日  | ANZX-10248 - 10249 | ANZB-10248 - 10249 |

### 能狂言
能 狂言 『鬼滅の刃』（のう きょうげん きめつのやいば）として、2022年に初演、2023年に追加公演を開催。演出・出演は野村萬斎。
監修
大槻文藏
演出
野村萬斎
作詞
亀井広忠
補綴（ほてつ）
木ノ下裕一
主な配役
大槻文藏（下弦の伍・累）
大槻裕一（竈門炭治郎、竈門禰󠄀豆子）
野村萬斎（鬼舞辻無惨、竈門炭十郎、天王寺松右衛門）
野村裕基（我妻善逸、錆兎）
野村太一郎（嘴平伊之助、鋼鐵塚蛍）
福王和幸、福王知登（冨岡義勇）※交互出演

### 歌舞伎
2024年2月・3月に東京・新橋演舞場にて、「スーパー歌舞伎II（セカンド）『鬼滅の刃』」として上演することが予定されていたが、2023年8月2日、公演見合わせとなることが発表された。